# Sächsische Franziskanerprovinz

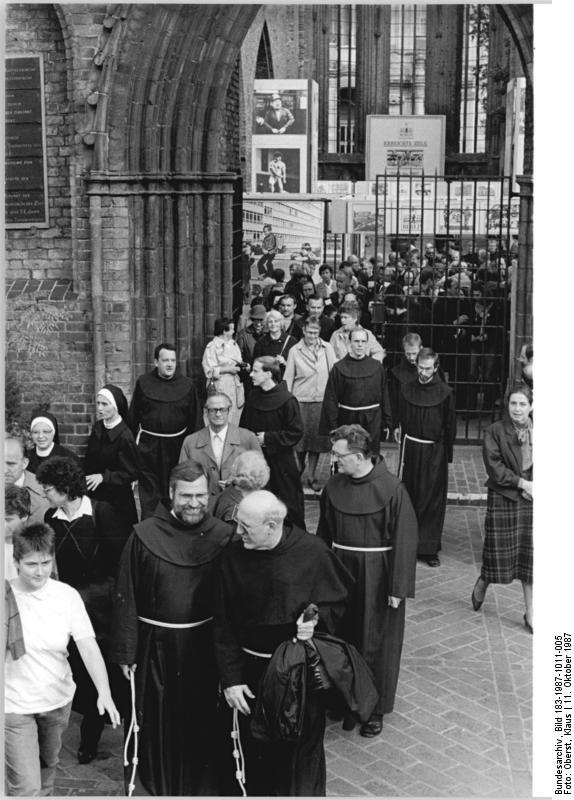
Gedenkfeier 750 Jahre Franziskaner in Berlin (1237–1987)

Die Sächsische Franziskanerprovinz (Provincia Saxonia, kurz Saxonia) war eine Ordensprovinz der Franziskaner. Sie entstand 1230 durch Teilung der Provinz Teutonia in eine rheinische und eine sächsische Provinz und bestand nach weiteren Teilungen und Gebietsverschiebungen als Sächsische Provinz vom heiligen Kreuz bis 2010, als sie sich mit den anderen deutschen Ordensprovinzen zur Deutschen Franziskanerprovinz von der hl. Elisabeth zusammenschloss. Insgesamt kam die Saxonia im Verlauf ihres Bestehens auf über 280 Niederlassungen.

## Geschichte

### Gründung und Expansion

#### Entstehung der Strukturen
Der Franziskanerorden wurde durch Franz von Assisi 1209 in Italien gegründet und 1210 von Papst Innozenz III. bestätigt. Die ersten Franziskaner kamen im Jahr 1221 dauerhaft nach Deutschland und 1222 nach Köln, das daraufhin zum Zentrum der ursprünglich einzigen deutschen Provinz Teutonia wurde. 1223 erreichten die Brüder mit Hildesheim erstmals das Territorium der späteren Provinz Saxonia. Weil es gelang, „vor Ort“, in den aufblühenden Städten – vorzugsweise in den Bischofsstädten –, neue Ordensmitglieder zu gewinnen, waren die Sprachschwierigkeiten der aus Italien gekommenen ersten Brüder bald überwunden, und die franziskanische Bewegung entfaltete sich auch in Deutschland mit erstaunlicher Schnelligkeit. Die Provinzialminister der deutschen Provinzen waren in der Anfangszeit nur ausnahmsweise Deutsche; zu Leitern der Provinzen ernannten die Generalminister, später das Generalkapitel besonders fähige Brüder ohne Rücksicht auf deren nationale Herkunft.
Bereits 1230 entstanden aus der Teutonia eine rheinische (Provincia Rheni) und eine sächsische Provinz (Provincia Saxonia). Eine weitere Neuumschreibung der deutschen Provinzen erbrachte 1239 die Teilung der rheinischen in die Provincia Argentina (Straßburg) und die Provincia Colonia, im selben Jahr wurden von der Saxonia die Dacia (Dänemark, Norwegen, Schweden, mit Schleswig und Holstein) und die Bohemia (Böhmen) abgetrennt. Die Saxonia erhielt dadurch den Wirkungskreis, in dem sie bis zu Reformation tätig war.

#### Umfang der Provinz
Die Westgrenze dieser „alten“ Saxonia bildete die Weser. Im Norden schloss die Provinz Hamburg und Lübeck ein, im Süden umfasste sie Schlesien und reichte im Südwesten bis nach Eger, östlich erstreckte sie sich – unter Aussparung von Litauen – bis nach Livland (Riga).
Kustodien
Im Vergleich zur Provinz Colonia ging die Expansion der Saxonia in den sehr großen, weniger urbanisierten Territorien mühsamer und langwieriger vonstatten, die Gründung von Konventen erfolgte gegenüber der Colonia um ein Jahrzehnt verzögert, mit Schwerpunkten im Ostseeraum und in Schlesien. Um 1250 hatte die Saxonia etwa 44 Konvente, um 1300 etwa 93, die sich auf 12 Verwaltungsbereiche, „Kustodien“ genannt, verteilten, nämlich:
- Brandenburg,
- Bremen,
- Breslau, 1239 von der Saxonia abgetrennt als Provinz Bohemia (Böhmen), seit 1274 wieder in der Saxonia als Kustodie[6]
- Goldberg in Niederschlesien, bis 1262 als Custodia Budensis in der Bohemia, dann in die Saxonia eingegliedert, 1266 zurückgegliedert, seit 1269 dauerhaft Teil der Saxonia, ab 1274 auf Beschluss des Generalkapitels in Lyon als Kustodie Goldberg.[7]
- Halberstadt,
- Leipzig,
- Lübeck,
- Magdeburg,
- Meißen,
- Preußen, kleinste Kustodie mit 6 Konventen: Braunsberg, Danzig, Kulm, Neuenburg, Thorn, Wartenburg[8]
- Stettin,
- Thüringen.

Nach der Gründung von Oberservantenklöstern in Dorpat, Fellin und Lemsal zwischen 1466 und 1472 bildeten diese mit dem Konvent in Riga die Kustodie Livland, die aber im 16. Jahrhundert infolge der Reformation unterging.

#### Entwicklung
Das gesamte 14. Jahrhundert hindurch war die Provinz mit rund 100 Niederlassungen und etwa 1000 Brüdern die konventsstärkste im ganzen Franziskanerorden.
Von Vorteil war, dass die Franziskaner an vielen Orten von den Fürsten und Stadtoberen gefördert und zur Klostergründung ermuntert wurden. Östlich der Elbe waren die Klostergründungen ein Faktor in der deutschen Ostsiedlung und der Festigung des Christentums oder sogar der Christianisierung. Allerdings verlangsamte sich die Expansion in der ersten Hälfte des 14. Jahrhunderts und kam dann völlig zum Erliegen. Erst mit dem Eindringen der Observanzbewegung kam es etwa ab 1450 noch einmal zur Gründung von etwa 25 Klöstern. Bereits im 13. Jahrhundert entstanden Konflikte um die Provinzzugehörigkeit der Konvente im Grenzgebiet zwischen Schlesien, Polen (Piasten) und Böhmen (Přemysliden), die vor allem die Kustodien Goldberg, Breslau und teilweise auch Preußen betrafen und das ganze Mittelalter hindurch nicht wirklich gelöst werden konnten.
Bereits im 13. Jahrhundert entwickelte sich im Orden ein Ausbildungssystem für den Ordensnachwuchs in Form von Hausstudien in einzelnen Konventen (studium custodiale, studium particulare), in denen durch Lektoren Kenntnisse in den Artes liberales und Grundlagen der Theologie vermittelt wurden, wie sie für die Seelsorge und die Predigt notwendig waren. Für Positionen auf der Leitungsebene der Ordensprovinzen, als Hausobere oder Lektoren, wurden bald vertiefte Kenntnisse gefordert, und in den einzelnen Provinzen wurden „Generalstudien“ (studia generalia) errichtet, in denen vier- bis fünfjährige ordensinterne Theologiestudien absolviert wurden. An mehreren Orten kooperierten diese Generalstudien mit den entstehenden Universitäten. Das Generalstudium der Saxonia in Erfurt wurde 1392 mit den Ordensstudien der Augustiner-Eremiten und Dominikaner in die theologische Fakultät der neugegründeten Universität Erfurt integriert; ordensintern bekam Erfurt den Status eines Generalstudiums des Ordens, in das begabte Brüder auch aus zahlreichen anderen Provinzen des Ordens zum Studium entsandt wurden. Für die Saxonia war Erfurt die Ausbildungsstätte der Führungskräfte; sechs der zwölf Provinzialminister bis 1517 hatten in Erfurt einen Doktorgrad erworben. Als erste Franziskaner immatrikulierten sich 1395 der Provinzialminister Johannes von Chemnitz und sein Nachfolger (ab 1396) Johannes von Minden, der ab 1400 auch als Magister regens, Leiter des franziskanischen Studienbetriebs, fungierte und einen Lehrstuhl an der Universität innehatte. Ein weiteres Generalstudium der Saxonia befand sich in Rostock, das gute Beziehungen zu der 1419 gegründeten Universität Rostock unterhielt.
Die Kirchenbauten der Saxonia folgten dem Idealplan der Bettelordenskirchen, wie sie der Orden bereits im 13. Jahrhundert festgelegt hatte; der Kunsthistoriker Matthias Untermann charakterisiert sie als „Kastenräume“ von provokative Schlichtheit.
Um die Mitte des 14. Jahrhunderts litt die Provinz Saxonia wie auch ihre Nachbarprovinz Colonia stark unter dem Ausbruch der Pest. Nach Schätzungen könnten zwei Drittel der Brüder
der Seuche zum Opfer gefallen sein, in manchen Konventen (Magdeburg, Braunschweig) blieben nur einzelne am Leben. Die Franziskaner versorgten unter Gefährdung des eigenen Lebens in dieser Notlage die Kranken und standen den Sterbenden bei.

### Teilungen und Reformation

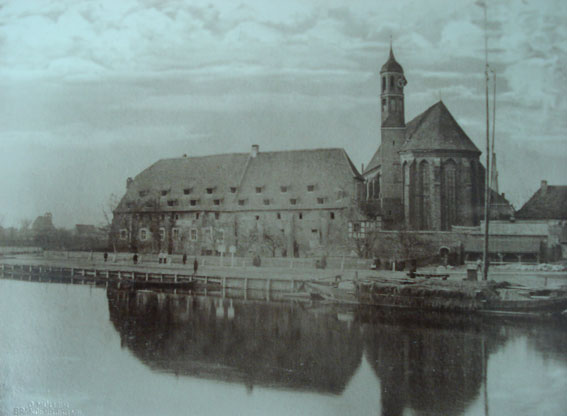
Kloster und Klosterkirche St. Johannis in Brandenburg (Zustand 1860)

#### Observanzbewegung
Am Vorabend der Reformation war die Provinz auf 116 Klöster angewachsen. Als der Franziskanerorden sich 1517 als Folge des Armutsstreits im Orden teilte in die Konventualen (heute Minoriten genannt) und Observanten, schlossen sich alle diese Niederlassungen dem strengeren Reformzweig der Observanten an.
Bereits 1428 hatten sich das Kloster in Brandenburg und andere Klöster in Brandenburg der Observanzbewegung zugewandt und von Papst Martin V. die Genehmigung bekommen, 1450 einen eigenen Provinzvikar zu wählen; sie bildeten jetzt eine eigene Kustodie innerhalb der Saxonia und hielten 1452 ein eigenes Provinzkapitel ab. Provinzial Matthias Döring (1427–1461) war ein Gegner der strengen Observanz und darauf bedacht, keine weiteren Konvente an die strikte Armutsbewegung im Orden zu verlieren. Auf einem Provinzkapitel im September 1430 nahm die Saxonia die nach Papst Martin V. benannten und von der Observanzbewegung geprägten „Martinianischen Konstitutionen“ an. Sie stellten im Armutsstreit einen Mittelweg dar, indem sie einerseits den Verzicht auf päpstliche Dispensen vom Armutsgelübde verlangten und andererseits die selbständigen Organisationsstrukturen der Observanten unter Leitung eigener Vikare wieder aufhoben. Provinzial Döring bot den observant ausgerichteten Konventen als „Reformierte sub ministris“ die Zuordnung zu einem Visitator regiminis im Rang eines Kustos an, der dem Provinzial unterstellt war. Nacheinander wurden mehrere Konvente der Provinz im Geiste dieser Lebensform reformiert, die geprägt war von einer konsequenteren Auslegung des Armutsgelübdes und des Umgangs mit Geld. Der Besitz von Liegenschaften und feste Einkünfte sollten verboten sein, sonstige Einkünfte waren im Besitz des Heiligen Stuhls und sollten von einem weltlichen Prokurator verwaltet werden. Dieses Ideal ließ sich aber in der Praxis nicht durchsetzen, zumal Provinzial Döring es nicht forcierte. Am Ende der Amtszeit Dörings 1461 waren nur sieben der rund 80 Konvente der Saxonia zur strengen Observanz übergegangen, die meisten waren martinianisch. Die Auslegung der Martinianischen Konstitutionen war jedoch von Konvent zu Konvent unterschiedlich. Auseinandersetzungen um die Ausrichtung eines Konventes verliefen nicht immer reibungslos, einerseits unter den Ordensleuten selber, andererseits auch außerhalb des Klosters, wobei Bischöfe, Gemeinderäte, Weltklerus, Klöster anderer Orden und die Bevölkerung beteiligt sein konnten. Auch einige Landesherren nahmen auf die Förderung der Observanzbewegung in der Saxonia Einfluss, so der Brandenburger Markgraf Friedrich I., die mecklenburgischen Herzöge Magnus II. und Heinrich V., Herzog Friedrich der Fromme in Celle und Wilhelm III. als thüringischer Landgraf.

#### Teilung der Provinz
Am 14. September 1509 versammelten sich etwa 400 Brüder beim Provinzkapitel in Rostock und beschlossen eine gründliche Reform der Provinz im Geiste der Observanz. Alle Konvente wurden verpflichtet, die Statuta Iulii anzunehmen, die auf dem Generalkapitel 1506 beschlossen und 1508 mit Vollmacht von Papst Julius II. veröffentlicht wurden. Die Statuten waren der Versuch, Observanten, Franziskaner und kleinere Reformgruppen im Orden zu vereinen; es blieben jedoch die beiden Richtungen der Observanten und der Martinianer bestehen. 1518 allerdings wurde die Observanten-Provinz Saxonia vom Generalkapitel in Lyon geteilt in die Sächsische Provinz vom hl. Kreuz (Saxonia Sanctae Crucis) und die Sächsische Provinz vom hl. Johannes dem Täufer (Saxonia Sancti Johannis Baptistae), und zwar nicht nach geographischen Aspekten, sondern wieder entsprechend einer mehr oder minder strengen Beobachtung der Ordensregel. Die beiden Provinzen überlagerten sich teilweise räumlich.
Die bisherigen „Observanten“ bildeten die Provinz vom hl. Kreuz mit Niederlassungen in Angermünde, Annaberg, Arnstadt, Brandenburg, Celle, Chemnitz, Dorpat, Eger, Eisenach, St. Paul, Eisenach, Franziskanerkloster St. Elisabeth unterhalb der Wartburg, Fellin, Gandersheim, Göttingen, Güstrow, Halle, Hasenpoth, Jüterbog, Königsberg, Kokenhusen, Langensalza, Lauenburg, Leipzig, Lemsal, Löbau (Westpreußen), Lüneburg, Magdeburg, Osterode, Riga, Saalfeld (Ostpreußen), Schleusingen, Stadthagen, Steinlausigk (Muldenstein), Tilsit, Wehlau (Ostpreußen), Weimar, Wesenberg und Winsen an der Luhe. 1520 kam auf Beschluss des Zwischenkapitels des Ordens in Bordeaux die Kustodie Holstein der dänischen Provinz Dacia mit den Klöstern Kiel, Schleswig, Husum, Flensburg und Lunden hinzu.
In der Provinz vom hl. Johannes dem Täufer wurden die Franziskaner zusammengeführt, die nach den Martinianischen Statuten lebten. Ihre Klöster waren in Altenburg, Arnswalde, Aschersleben, Barby, Bautzen, Berlin, Braunschweig, Bremen, Breslau, Brieg, Burg, Coburg, Cottbus, Danzig, Dramburg, Dresden, Erfurt, Freiberg, Goldberg, Görlitz, Goslar, Gransee, Greifenberg, Greifswald, Halberstadt, Hamburg, Hannover, Hildesheim, Hof, Jobstberg (bei Bayreuth), Krossen (Oder), Kulm, Kyritz, Lauban, Liegnitz, Löbau (in Sachsen), Löwenberg, Meiningen, Meißen, Mellenbach, Mühlhausen, Münsterberg (Schlesien), Namslau, Neiße, Neubrandenburg, Neuenburg (Weichsel), Neumarkt (Schlesien), Nordhausen, Oschatz, Parchim, Prenzlau, Pyritz, Quedlinburg, Ribnitz, Rostock, Saalfeld (Thüringen), Sagan, Salzwedel, Schweidnitz, Schwerin, Seußlitz, Sorau, Stade, Stendal, Stettin, Stralsund, Strehlen, Thorn, Torgau, Wartenburg, Weida, Weißenfels, Wismar, Wittenberg, Zeitz, Zerbst, Zittau und Zwickau.
Aus der Provinz vom heiligen Johannes dem Täufer wurde 1521 die Thüringische Franziskanerprovinz (Thuringia, auch Obersächsische Provinz) mit den Kustodien Leipzig, Meißen, Thüringen, Breslau, Goldberg und Preußen abgetrennt, bei der Provinz vom hl. Johannes dem Täufer (Niedersächsische Provinz) verblieben die Kustodien Brandenburg, Magdeburg, Halberstadt, Lübeck, Stettin und Bremen. Diese Teilung wurde auf dem Generalkapitel von Burgos 1523 für ungültig erklärt, da sie ohne Erlaubnis der Ordensleitung erfolgt sei.
Beide Provinzen gingen infolge der Klosterschließungen durch die Reformation und die Bauernkriege bereits bis zur Mitte des 16. Jahrhunderts unter, und es ist nicht mehr zu klären, inwieweit die Teilung der Provinzen tatsächlich bereits umgesetzt worden war. Die beiden letzten Konvente der Provinz vom heiligen Johannes dem Täufer schlossen sich der Provinz vom hl. Kreuz an: 1541 Halberstadt und 1550 Greifswald.

#### Auswirkungen der Reformation und der Bauernkriege
Die Entwicklung der Konvente zur Zeit der Reformation und die Umstände ihrer fast ausnahmslosen Auflösung war uneinheitlich. Provinzleitung und zahlreiche Konvente wandten sich mit Predigten, Schriften und Eingaben gegen die Einführung der Reformation. 1520 predigte Thomas Müntzer in Zwickau und griff dabei die Franziskaner scharf an. Deren Beschwerde beim Bischof von Naumburg und die Schlichtungsbemühungen des Rates von Zwickau blieben erfolglos. Martin Luther predigte 1522 in den Franziskanerkirchen in Zwickau und Altenburg. Es kam auch zu Disputationen mit Reformatoren, so 1524 in Celle. Andere Franziskaner traten als Prediger mit lutherischen Ansichten auf und förderten die Reformation.
Bei den Klosterschließungen infolge der Bauernkriege kam es vielerorts zu Plünderungen und Misshandlungen der Franziskaner. Auch die Durchsetzung der Reformation erfolgte mancherorts mit Gewalt, dem Verbot zum Messelesen und Eingriffen in das Konventsleben; in Zwickau hatte der Stadtrat in der Zeit von 1517 bis 1525 mit immer härteren Repressalien bis hin zur Einmauerung der Brüder im Kloster auf deren Weigerung reagiert, die Reformation anzunehmen. Der Besitz der Ordensleute wurde beschlagnahmt, die Gebäude teilweise bald abgerissen oder einer neuen Nutzung zugeführt. An einigen Orten konnten einzelne Franziskaner oder wenigstens Alte und Kranke im Kloster verbleiben, so in Hamburg, wo die Franziskaner ihr Kloster freiwillig übergeben hatten; dort erhielten die verbliebenen Franziskaner von der Stadt eine Leibrente.

### Entwicklung derSaxonia S.Crucisnach der Reformation

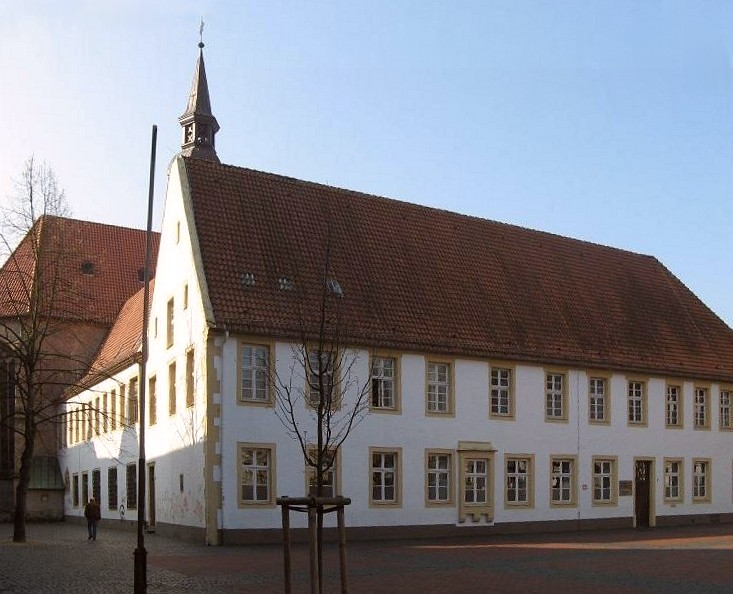
Ehemaliges Konventsgebäude (1511–1829) und Klosterkirche St. Jodokus in Bielefeld, ab 1627 zur Saxonia gehörig

Von der Sächsischen Provinz vom hl. Kreuz bestanden am Ende des 16. Jahrhunderts nur noch die Konvente in Eger und Halberstadt. Als Eger 1603 in die Straßburger Provinz inkorporiert worden war, wandte sich der Konvent in Halberstadt mit der Bitte um Hilfe an das Kloster in Bielefeld, das zur Kölnischen Provinz (Colonia) gehörte. Die Kölnische Provinz stand um diese Zeit infolge der Gegenreformation und Rekatholisierung großer Teile ihres Gebietes gefestigter da und konnte sich sogar in die Pfalz hinein ausdehnen. Sieben Franziskaner der Colonia aus Bielefeld zogen daher 1616 nach Halberstadt, so dass die Tradition der alten Saxonia nicht unterbrochen wurde, obwohl 1626 das letzte Mitglied der Provinz starb. Es war Pater Johannes Tetteborn, 1603 von Generalminister Franziscus von Toledo als Provinzkommissar der Saxonia eingesetzt und 1616 einziger Franziskaner in Halberstadt.
1606 hatte das Generalkapitel von Toledo die Sächsische Provinz vom heiligen Kreuz mit der Straßburger Provinz zusammengelegt, doch bereits am 17. Mai 1625 beschloss das Generalkapitel in Rom, die Saxonia wiederzubeleben; den Auftrag, die Provinz neu zu errichten, erhielt Heinrich Bolthe aus Münster. 1627 trat die Kölnische Provinz ihren östlichen Teil an die Saxonia ab. Man verständigte sich auf den Main als Südgrenze der Sächsischen Provinz, im Westen den Rhein; dabei sollte die Saxonia einen Abstand von drei Wegstunden zu den Konventen der Colonia in Uerdingen, Düsseldorf, Zons und Köln halten. Das erste Provinzkapitel der erneuerten Saxonia ernannte am 23. Juli 1628 Obere für die Klöster in Bielefeld, Dorsten, Fulda, Gelnhausen, Göttingen, Halberstadt, Hamm, Limburg, Minden, Münster (Westfalen), Osnabrück, Rietberg, Warendorf und Wetzlar. 1635 trat die Sächsische Provinz ihre Hessisch-Thüringische Kustodie mit den Konventen in Fulda, Gelnhausen, Korbach, Gelnhausen und Wetzlar an die Thüringische Franziskanerprovinz ab und sah jetzt Westfalen, Ost- und Westfriesland, Niedersachsen, Brandenburg, Pommern, Halberstadt und Magdeburg als ihr Gebiet an. Das Territorium der Provinz verschob sich somit im Laufe ihrer Geschichte mehrfach. Hauptkloster (conventus primarius, conventus capitularis) und ab 1639 auch Sitz des Provinzialministers war ab 1627 Münster.
Die Bemühungen der Saxonia, in Sachsen wieder Konvente zu gründen, waren nicht erfolgreich. Ab der Mitte des 17. Jahrhunderts baute die Provinz daher in Westfalen ihre Position aus und entwickelte im Osten ein System von Außenposten, „Missionsstationen“ genannt, ähnlich wie die Jesuiten. Dabei wurden keine Konvente gegründet, sondern an verschiedenen Orten ließen sich zwei oder drei Patres nieder und begannen mit der Seelsorge an den wenigen in der Diaspora verbliebenen Katholiken oder den katholischen Soldaten einer Garnison, zunächst mancherorts heimlich. Die Saxonia ging dabei planmäßig vor und übernahm, ausgehend von den Konventen in Paderborn und Halberstadt, solche Seelsorgeposten, die untereinander in einer Tagesreise erreichbar waren, so dass untereinander und mit der Provinz Kontakt möglich war. Im 17. und 18. Jahrhundert betreute die Saxonia etwa 50 solcher Missionsstationen in Sachsen, Anhalt und auch im Braunschweigischen, in Ostfriesland und dem Emsland, jedoch nie gleichzeitig in dieser Zahl. 1777 wurden den Missionsstationen durch päpstliche Breve dieselben Ablässe verliehen wie den Konventen, so dass spezifisch franziskanische Formen der Seelsorge wie Kreuzweg und Portiuncula-Ablass erleichtert wurden. 1642 übernahmen die Franziskaner in Dorsten erstmals den Unterricht an einem Gymnasium, dem Gymnasium Petrinum; bis dahin hatte es nur klosterinterne schulische Lehrtätigkeit zur Schulung des Ordensnachwuchses gegeben, an dem höchstens ausnahmsweise auch junge Bürger teilnehmen konnten.

### 18. Jahrhundert

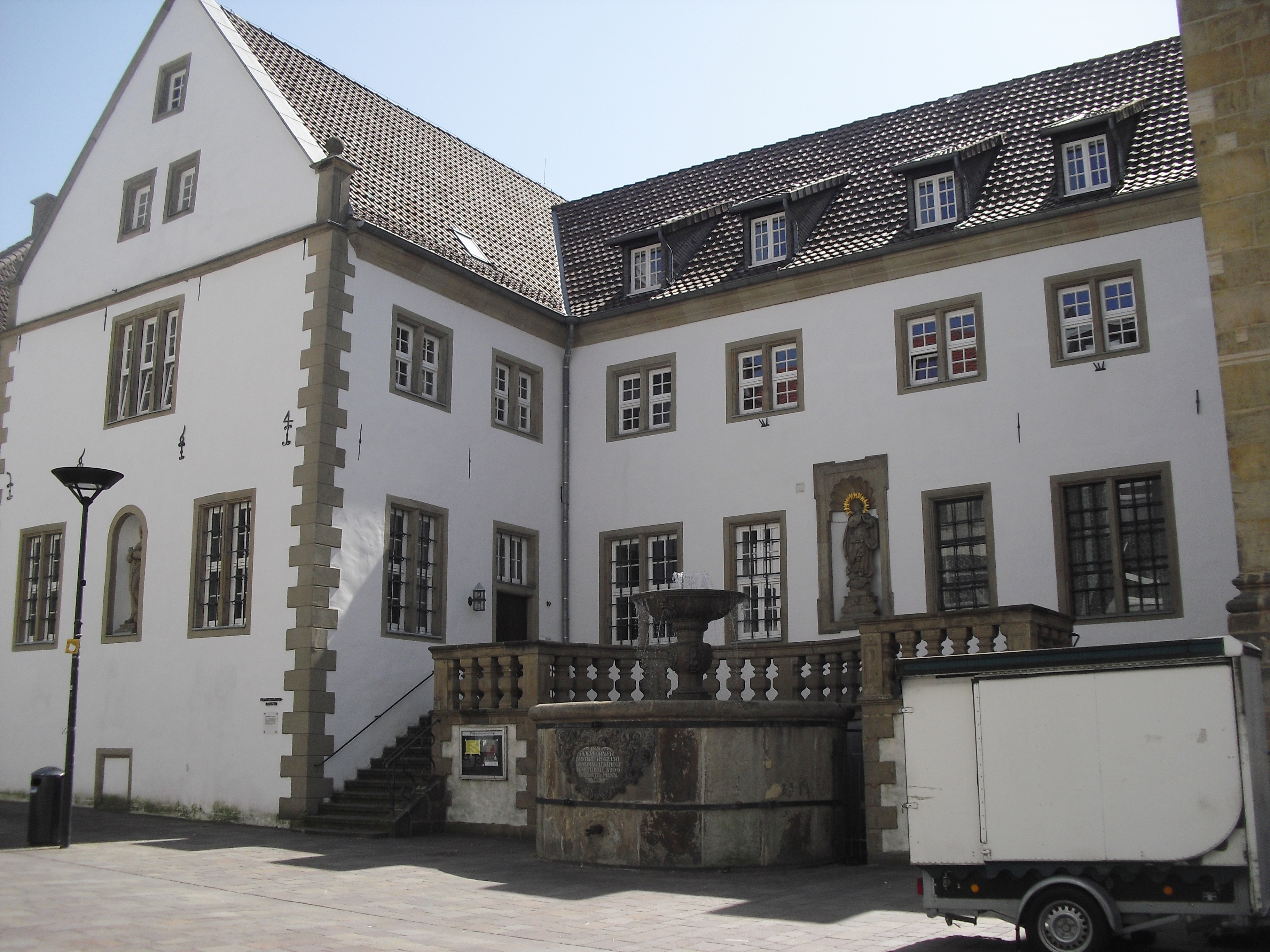
Das Franziskanerkloster in Paderborn (2012)

Nach einer Zeit des inneren Ausbaus und der Festigung erreichte die Provinz in der ersten Hälfte des 18. Jahrhunderts eine Blütezeit, die zum Ende des Jahrhunderts unter dem Einfluss der Aufklärung in eine Stagnation überging. Um 1680 bestand die Provinz aus 18 Konventen und 510 Brüdern, um 1800 waren es ungefähr 800 Brüder in 18 Konventen, 8 Residenzen und etwa 30 Missionsstationen. Zu dem Zeitpunkt waren der Saxonia außerdem Schwesternhäuser unterstellt: Klarissen in Münster, Haselünne und Vreden, Annunziatinnen in Coesfeld und Wiedenbrück, Tertiarinnen in Kamen, Lütgendortmund, Glane, Rhynern und Griethausen sowie Ursulinen in Dorsten und Elten. Die Klöster der Saxonia hatten sich wie die der Colonia und der Thuringia seit dem 17. Jahrhundert innerhalb der Observanz-Bewegung sämtlich den Rekollekten angeschlossen, so dass es nicht zu einer Spaltung der Provinz in dieser Frage kam.
Im 18. Jahrhundert unterhielt die Provinz zur Ausbildung ihrer Kleriker mehrere Studienhäuser, die zum größten Teil mit beachtlichen Bibliotheken ausgestattet waren. Das Hauptstudienhaus war in Münster, wo die dogmatisch-scholastische Theologie gelehrt wurde, genau wie in Halberstadt und Paderborn. In Rheine und Vechta fand das Studium der Moraltheologie statt, in Bielefeld und Elten Bibelexegese und Kirchenrecht. Studienhäuser für Philosophie waren in Dorsten, Rietberg, Vreden, Warendorf und Wiedenbrück.
Neben der Lehre in den Studienhäusern der Provinz waren Franziskaner der Saxonia auch in Universitäten als Dozenten tätig. An der 1780 eröffneten Universität Münster lehrten drei Franziskaner (Basilius Zurhorst, Innozenz Göcken und Kasimir Schnösenberg) an der theologischen und einer (Alexander Murarius) an der philosophischen Fakultät. Dies war auch dem Wohlwollen zuzuschreiben, dass der Kurator der Universität, Franz Freiherr von Fürstenberg, den Franziskanern entgegenbrachte. An der Kurkölnischen Akademie Bonn lehrte Acharius Apel, an der Universität Paderborn Lothar Brockhoff und Xaverius Drolshagen. Schließlich waren Provinzangehörige in Klöstern anderer Orden als Lektoren tätig: bei Kreuzherren, Prämonstratensern, Kartäusern, Zisterziensern und Augustinern. Insgesamt waren 1802 35 Mitglieder der Provinz Philosophie- oder Theologiedozenten, 47 Franziskaner waren im Schuldienst. Die Tätigkeit als Lehrer war jedoch in der Regel ein Durchgangsstadium für junge Priester der Provinz, bevor sie dann andere Aufgaben übernahmen; neben ihrem Philosophie- und Theologiestudium hatten sie keine weitere pädagogische Ausbildung.
Am Ende des 18. Jahrhunderts unterhielt die Saxonia 12 Gymnasien, und zwar in Dorsten, Vechta, Rheine, Warendorf, Vreden, Geseke, Wipperfürth, Recklinghausen, Rietberg, Meppen, Osnabrück und Coesfeld. Die drei letztgenannten waren Jesuitengymnasien gewesen, die die Provinz zwischen 1776 und 1782 nach Aufhebung des Jesuitenordens durch Papst Clemens XIV. 1773 übernahm. Einigen Schulen war eine Elementarschule vorgeschaltet, an sechs Standorten schloss sich ein Philosophiekurs an, der zur Universität überleitete. Dieses Engagement fand mit der Säkularisation ihr Ende, die letzten Franziskaner wirkten bis 1836 in Dorsten und bis 1853 in Rietberg. Im Hochstift Münster beteiligten sich die Franziskanergymnasien aktiv an der Gymnasialreform des Ministers Franz von Fürstenberg, die neben der klassischen formalen Schulbildung auch Fächern wie Mathematik, Naturwissenschaften, Geschichte, deutsche Sprache und Literatur einen höheren Stellenwert gaben. Der Provinzial der Saxonia, Fabian Decheringk, hatte offenbar einen engen Kontakt zu Fürstenberg und arbeitete bereitwillig an der inhaltlichen Entwicklung der Gymnasien mit. Er übersandte den fürstenbergischen Studienplan auch an die Gymnasien außerhalb des Hochstifts Münster und trug so zur Ausbreitung der Münsteraner Schulreform bei.
Die Franziskaner betrieben seit 1732 in Rheine eine Tuchfabrik unter Leitung zweier Laienbrüder, die den Stoff für die Ordenshabite herstellte.

### 19. Jahrhundert

#### Säkularisation und Wiederaufbau
Der Reichsdeputationshauptschluss von Regensburg (25. Februar 1802) bewirkte die Säkularisation geistlicher Territorien und gab den Landesherren das Recht, Klöster zu enteignen und aufzuheben. Im Kurfürstentum Bayern wurden diese Bestimmungen bald umgesetzt. In der Saxonia waren die im Herzogtum Berg gelegenen Konvente in Hardenberg-Neviges und Wipperfürth betroffen, die 1804 aufgehoben wurden, jedoch faktisch zunächst weiterbestanden. Die Kölnische Franziskanerprovinz mit um die tausend Brüdern in 38 Klöstern wurde völlig ausgelöscht: Die französische Regierung hatte bereits 1802 die linksrheinischen Klöster der Provinz aufgehoben, die rechtsrheinischen fielen 1804 einem Erlass der bayrisch-pfälzisch-bergischen Regierung zum Opfer.
Ab etwa 1794 kamen französische Franziskaner, die infolge der Französischen Revolution emigrierten, auch ins Gebiet der Saxonia und wurden von mehreren Konventen aufgenommen, bis sie nach Frankreich zurückkehrten oder weiterreisten; eine ganze Reihe von ihnen wurde in die Saxonia inkorporiert.
Der preußische König verfügte am 19. März 1803 zunächst, von einer unverzüglichen Auflösung der Klöster abzusehen. Jedoch bewirkten andere staatliche Maßnahmen große Einschränkungen auch für die Sächsische Provinz:
- Zwischen 1803 und 1804 kam es zur Versiegelung klösterlicher Archive, der Staat verlangte Listen der Konventsangehörigen und Aufstellungen über das Klostervermögen, Wertsachen und Lebensmittel. Die Inventuren ergaben allerdings, dass es bei den Bettelorden für den Fiskus nichts zu holen gab; so manches Kloster verdankt diesem Umstand sein Fortbestehen.[47]
- 1804 wurde die Versetzung von Franziskanern zwischen den einzelnen Konventen gravierend eingeschränkt, Kontakte der Konvente untereinander und mit der Provinzleitung wurden am 18. Februar 1804 untersagt.
- Die Anordnung der preußischen Regierung vom 20. Juli 1804, der Ordensnachwuchs müsse an staatlichen Universitäten ausgebildet werden, bedeutete das Ende der Hausstudien in der Provinz.
- Am 11. August 1811 wird allen Männerklöstern in Preußen die Aufnahme neuer Mitglieder verboten; für die Franziskaner konnte seitdem in einigen wenigen Einzelfällen die Aufnahme eines Novizen erwirkt werden.[48]

Durch Beschluss von Kaiser Napoleon wurden im November 1811 und im Februar 1812 die meisten westfälischen Klöster aufgelöst. Der langjährige Provinzial Firminus Flören leitete nach Aufhebung des Konvents in Münster die Provinz bis zu seinem Tod am 18. März 1822 als Commissarius provincialis von einer Privatwohnung in Münster aus weiter. Nach seinem Tod ernannte Papst Pius VII. Josef Schmedding zu seinem Nachfolger, da eine Wahl aufgrund der staatlichen Restriktionen nicht möglich war. Eine Wahl konnte nach Schmeddings Tod 1828 erfolgen, dann erst wieder 1843.
Diese Maßnahmen führten dazu, dass die meisten Klöster der Sächsischen Franziskanerprovinz überwiegend aus Personalmangel erloschen. Zwischen 1810 und 1820 starben über 150 Patres; in Klöstern, in denen vorher zwanzig Franziskaner gewohnt hatten, waren noch drei bis sechs Franziskaner verblieben, von Arbeit überlastet und von der Furcht vor Aufhebung bedrückt. Bestehen blieben die Konvente in Dorsten, Paderborn, Rietberg, Warendorf und Wiedenbrück. Hardenberg-Neviges war zwar 1804 formell aufgehoben worden, doch die Brüder blieben wohnen und übten weiterhin die Pfarrseelsorge aus.
Erste Lockerungen gab es 1825, als König Friedrich Wilhelm III. den Fortbestand der Klöster in Dorsten und Paderborn billigte, die auch wieder Novizen aufnehmen durften. Gleichwohl gab es auch danach noch Klosterschließungen. 1842 richtete der Guardian des Klosters in Dorsten eine Anfrage an die Belgische Franziskanerprovinz und bat um personelle Unterstützung und die Möglichkeit, den Ordensnachwuchs in Belgien auszubilden.

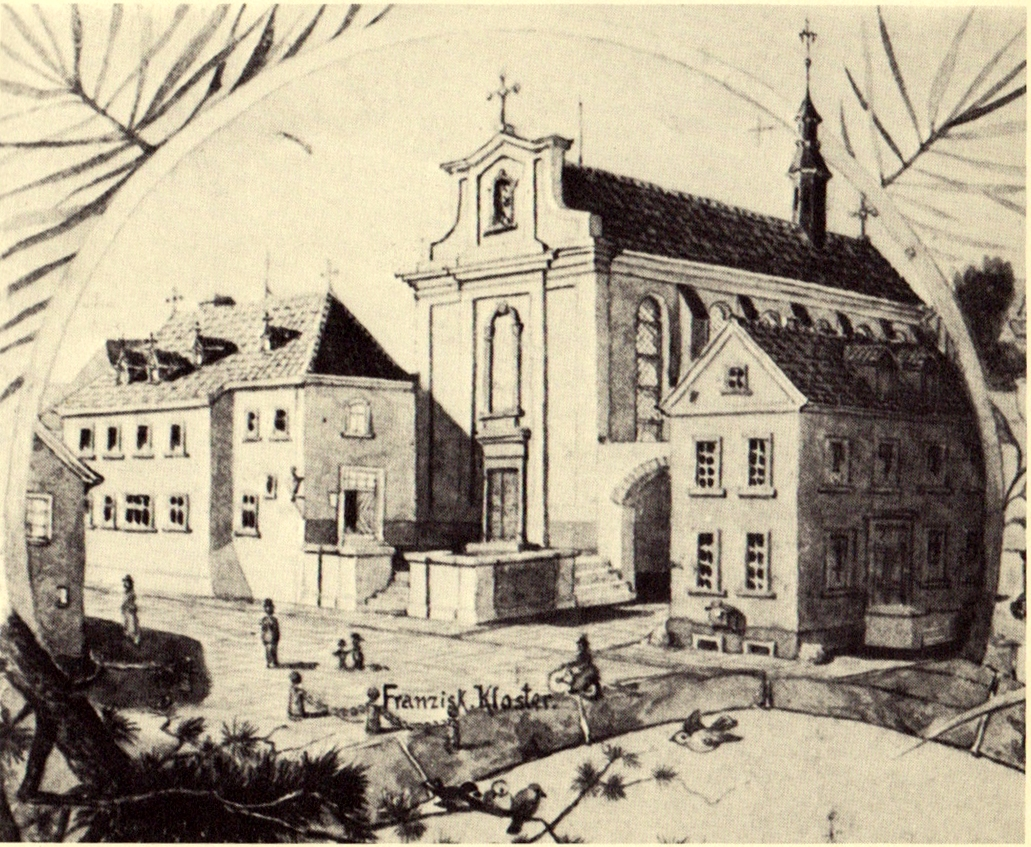
Kloster Werl um 1880

Der preußische König Friedrich Wilhelm IV. gestattete den Franziskanern am 27. November 1843 die Aufnahme von Novizen – mit jeweiliger Einzelgenehmigung – und die Wahl eines Provinzials, den Klöstern in Dorsten, Paderborn, Warendorf und Wiedenbrück wurde gleichzeitig – wenn auch unter Auflagen – der Fortbestand zugesichert. Die Provinz umfasste damals 74 Franziskaner: 36 Priester und 38 Laienbrüder. Die ersten vier Novizen begannen im Oktober 1844 das Noviziat in Warendorf, wo auch wieder ein Philosophiestudium eingerichtet wurde. Als 1849 eine erste Neugründung eines Klosters in dem früheren Kapuzinerkloster in Werl gelang, begann der Aufschwung der Provinz. Ihre uneingeschränkte Freiheit zur Klostergründung und Aufnahme von Novizen erlangte die Saxonia am 31. Januar 1850 zurück. Ab 1854 hieß die Provinz „Rheinisch-westfälische Provinz vom heiligen Kreuz“. Nach der Gründung einer Residenz auf dem Hülfensberg in Thüringen nannte sie sich mit Genehmigung des Generalkapitels ab 1862 wieder „Sächsische Provinz“. Die Saxonia beschränkte sich bei ihrem Wiederaufbau strikt auf die Konvente, gegenüber verstreuten Einzelposten war man nach den Jahren der Vereinzelung skeptisch und sah in einem intakten Gemeinschaftsleben und der Konzentration der Kräfte die Voraussetzung für eine fruchtbare Entwicklung im Geist der Ordensideale.
Im 19. Jahrhundert kamen 28 Klosterstandorte hinzu, zum Teil als Neugründung, zum Teil als Wiedergründung ehemaliger Konvente, und zwar in Westfalen, im Rheinland, in Thüringen und in Schlesien. Jedoch konnte die Provinz nicht alle Angebote, Residenzen zu gründen, annehmen. Abgelehnt wurden etwa Klostergründungen in Koblenz, Krefeld, Münstermaifeld und Siegburg.
1852 sonderten sich eine Reihe von Provinzmitgliedern ab, schloss sich der Reformbewegung der Alcantariner an und gründete in Schlesien eine Kustodie mit drei Klöstern. Die Reform scheiterte jedoch bereits 1855. Das Alcantarinerkloster auf dem Annaberg übernahm 1858/1859 die Saxonia, das Josefskloster bei Neustadt/OS 1863.

#### Kulturkampf in Preußen
Der preußische Kulturkampf hatte für die Sächsische Franziskanerprovinz einschneidende Auswirkungen. Bereits am 13. November 1873 hatte sich die Provinz angesichts der zu erwartenden Notlage unter den Schutz des Heiligsten Herzens Jesu gestellt. Im Herbst 1874 wurde in der Rheinprovinz das Terminieren als Bettelei verboten, was die Katholiken jedoch nicht am weiteren Spenden hinderte. Einige Patres wurden vom Staat unter Berufung auf die Maigesetze vom Mai 1873 bei der Seelsorge behindert und angezeigt. Im Klostergesetz vom 31. Mai 1875 wurde bestimmt, dass „geistliche Orden und ordensähnliche Kongregationen der katholischen Kirche“ mit Ausnahme von Orden, die sich ausschließlich der Krankenpflege widmeten, in Preußen verboten wurden und binnen sechs Monaten aufzulösen waren. Betroffen waren von der Saxonia 16 Klöster: Aachen, Remagen, Düsseldorf, Neviges, Annaberg, Kapellenberg bei Neustadt (Oberschlesien), Dingelstädt, Hülfensberg, Dorsten, Warendorf, Münster, Paderborn, Rietberg, Wiedenbrück, Minden, und Werl. In Hardenberg-Neviges erklärten drei Franziskaner gegenüber dem Kirchenvorstand ihren Austritt aus dem Orden, so dass sie die Seelsorge an der Pfarrgemeinde fortführen konnten. In Remagen blieben die Ordensleute trotz offizieller Aufhebung am Ort wohnen, ähnlicher Bestrebungen gab es auch in Aachen. Provinzial Gregor Janknecht war solchen Bestrebungen gegenüber sehr zurückhaltend, weil er um den inneren Bestand und den Zusammenhalt der Saxonia fürchtete. In Düsseldorf protestierten die Bürger gegen die Klosterschließung; die letzten 22 Mitglieder verließen den Konvent am 15. August 1875 unter großer Anteilnahme der Bevölkerung. Auch an anderen Orten fand der Abschied der Brüder unter starker Beteiligung von Freunden des Klosters statt. In der Regel wurde eine Abschiedspredigt gehalten, eine heilige Messe gefeiert und das Ewige Licht gelöscht. Mancherorts kam es auch zu handgreiflichen Protesten der Bürger gegenüber den Vertretern des Staates, die die Aufhebungsanordnung überbrachten.
Im September 1875 konnten die meisten der 260 Franziskaner der Saxonia dank der vorausschauenden Initiative und des Organisationsgeschicks von Provinzial Gregor Janknecht sechs Häuser in Holland und Belgien (Beezel (1875–1887), Harreveld (1875–1909), Brunssum (1875–1887), Püth (1875–1884), Bleyerheide (Kerkrade) (ab 1875) und Moresnet (ab 1875)) beziehen, später kamen Watersleyde (1875–1882) und Verviers (1876–1879) dazu. Einige Brüder mussten vorübergehend bei ihren Familien oder in kirchlichen Häusern Unterkunft beziehen, bis die Übersiedlung geregelt war; eine seelsorgerliche Betätigung war ihnen staatlicherseits untersagt. Provinzial Janknecht war bestrebt, die Brüder in eigenen Häusern zusammenzuhalten, weil er mit einer Beilegung der Repressionen rechnete und eine Rückkehr erleichtert würde, wenn eine einheitliche Observanz erhalten werden könnte. Ein Ausweichen auf die böhmische und österreichische Franziskanerprovinz kam nicht zustande. Etwa 150 Brüder wurden auf die Klöster der Provinz in Amerika verteilt, deren Zahl dadurch um vier Häuser vermehrt werden musste. Auch im Exil wurde Noviziat und Ordensstudium an verschiedenen Standorten aufrechterhalten. Die weitere Nutzung der Klöster war unterschiedlich, entsprechend der jeweiligen rechtlichen Eigentumsverhältnisse. Einige Häuser und das Inventar konnten von Janknecht auf 10 bis 15 Jahre an befreundete Personen und Treuhänder vermietet oder pro forma verkauft werden. Manche Brüder blieben in Zivil in den Klöstern oder nahe gelegene Privatwohnungen, um die Aufsicht zu führen oder weil sie krank waren, so in Düsseldorf der Laienbruder und Bildhauer Hugo Linderath. Mehrere Brüder hielten aus dem Exil regelmäßigen Kontakt nach Deutschland und wurden dort auch seelsorglich tätig, beispielsweise Pater Bonaventura Wessendorf als Beichtvater bei Wohltätern in Düsseldorf; sie traten dabei nicht im Habit, sondern in Weltpriesterkleidung auf.
Kurz vor Beginn des Kulturkampfes, 1870, hatte die Saxonia ihre Tätigkeit im Schulwesen wieder aufgenommen, jetzt aber nicht im Staatsauftrag, sondern aus ordenseigenen Gründen. 1870 gründete die Provinz auf dem Annaberg in Schlesien eine Lateinschule, ein sechsjähriges Aufbaugymnasium für den Nachwuchs der Provinz, das aber bereits 1875 wieder aufgelöst werden musste. Daraufhin gründete die Provinz 1876 im niederländischen Watersleyde eine Schule mit Internat, die 1882 nach Harreveld bei Winterswijk umzog, wo sie bis 1909 blieb und dann als Kolleg St. Ludwig nach Vlodrop verlegt wurde; Harreveld war ab 1876 auch Sitz des Noviziats, bis dieses 1896 wieder nach Warendorf zurückkehren konnte. In Harreveld mussten 170 Personen regelmäßig im Kloster versorgt werden, so dass der Konvent eine eigene Landwirtschaft und Schafzucht durch einen angestellten Schäfer betrieb; dies war ab 1885 wiederholt Thema von Auseinandersetzungen auf den Provinzkapiteln und im Definitorium der Provinz, da es von manchen als Verstoß gegen die Armutsregeln verstanden wurde. Letztlich wurde es aber geduldet, da es den Zielen des Ordens diente und kein Gewinn erzielt wurde. In Watersleyde betrieb später, von 1895 bis 1967, die Thüringische Franziskanerprovinz ein Gymnasium mit Internat, seit 1967 befindet es sich in Großkrotzenburg. Auch in der Zeit des Kulturkampfs waren die Internate der Provinz gut besucht, und auch die Zahl der Ordensaspiranten und Novizen nahm stetig zu.
Weil das Arbeitsfeld der Franziskaner in der Seelsorge beschränkt war, stellte die Provinz mehrere Mitglieder für die kritische Edition der gesammelten Werke des Franziskanertheologen Bonaventura frei, die am Collegio di San Bonaventura  in Quaracchi bei Florenz unter maßgeblicher Beteiligung von Ignatius Jeiler erstellt wurde.

#### Tätigkeit im Ausland
Nordamerika
Im Jahr 1858 brachen acht Mitglieder der Provinz – drei Patres, drei Laienbrüder und zwei Terziaren – nach Nordamerika auf, um auf Bitten des Bischofs von Alton in Teutopolis (Effingham (Illinois)), Damian Juncker, eine Niederlassung zu gründen. Am 3. Oktober 1858 übernahmen sie die Seelsorge in Teutopolis. Die Kirche stand erst im Rohbau, im Pfarrhaus hatten sie anfangs nur drei Zimmer und drei Betten zur Verfügung. Bald hielten sie Volksmissionen im gesamten südlichen Illinois. Da sich in Amerika ein Reisen im Ordenshabit und ohne Bargeld als nicht möglich erwies, erhielten sie 1859 von der Ordensleitung die Dispens von diesen Einschränkungen. 1959 und 1960 kamen weitere Brüder aus der Saxonia an. Im Jahr 1860 kam Provinzial Gregor Janknecht für sieben Wochen zur Visitation. Bis 1870 errichtete die Saxonia insgesamt sechs Häuser in den Bundesstaaten Illinois (Teutopolis, Quincy), Tennessee (Memphis), Ohio (Cleveland) und Missouri (St. Louis), ein eigenes Noviziat (1860) und drei Studienklöster. Die „amerikanische Mission“ der deutschen Franziskaner erlangte 1862 den Status eines „Kommissariats“, ab 1876 war sie eine Kustodie der Saxonia. Wegen des Kulturkampfes in Preußen gingen in den Jahren 1875 und 1876 rund 150 Mitglieder der Saxonia nach Nordamerika, lediglich 23 von ihnen kehrten später nach Deutschland zurück, die anderen entschieden sich für einen dauerhaften Verbleib in Amerika. Auf Initiative der Sächsischen Provinz wurde ihr amerikanisches Kommissariat mit vier Konventen und zehn Residenzen am 26. April 1879 zur selbständigen Franziskanerprovinz vom Heiligsten Herzen Jesu, erster Provinzial wurde Vinzenz Halbfaß.
Brasilien
Die Tätigkeit der Saxonia in Brasilien begann 1891, als vier Provinzangehörige sich im brasilianischen Theresopolis niederließen. Den Auftrag, sich am Wiederaufbau der brasilianischen Provinzen zu beteiligen, hatte die Provinz 1889 vom Generalkapitel des Ordens erhalten, nachdem Kaiser Peter II. von Brasilien gestürzt worden war, der eine kirchenfeindliche Politik verfolgt hatte. Bereits zehn Jahre später, am 14. September 1901, entstanden in Brasilien zwei Ordensprovinzen: die Provinz vom hl. Antonius im Norden und die Provinz von der Unbefleckten Empfängnis im Süden. Bis dahin hatte die Sächsische Provinz 165 Brüder nach Brasilien entsandt. Neun von ihnen starben 1896 bei einer Gelbfieberepidemie. Ein erneutes Engagement der deutschen Franziskaner erfolgte 1951 in den nordöstlichen Bundesstaaten Piauí und Maranhão; 1964 wurde dieses Missionsgebiet zum „Kommissariat S. Mariae Assumptae de Maranhão et Piauí“, das am 10. September 1967 zur „Kustodie Unserer Lieben Frau von der Himmelfahrt“, am 1. Januar 1992 zur Vizeprovinz und am 8. Dezember 2004 zur Provinz mit Sitz in Bacabal erhoben. Von den 63 Mitgliedern der Provinz (2012) sind 13 Deutsche und 50 Brasilianer.
Italien
Im italienischen Latium gründete die Sächsische Provinz 1892 eine Niederlassung in Castel S. Elia im damaligen Doppelbistum Nepi-Sutri, wo der zur Provinz gehörende Bernhard Döbbing von 1900 bis zu seinem Tod 1916 Bischof war. 1883 war Bernhard Döbbing als Lektor an das Kolleg St. Isidoro in Rom berufen worden, das zur Irischen Franziskanerprovinz gehörte. 1891 übernahmen Franziskaner der Saxonia die Leitung einer Schule in Capranica bei Nepi, die ebenfalls von der Irischen Franziskanerprovinz gegründet worden war. Mit Hinweis auf ihre Arbeit in Amerika hatte die Provinz 1890 allerdings die von der Ordensleitung gewünschte personelle Unterstützung des Generalstudiums San Antonio in Rom abgelehnt.
Das Engagement der Saxonia in St. Isidor und Capranica geschah im Zusammenhang mit einer Disziplinierung und Reform der Irischen Franziskanerprovinz, deren Lebensweise sich in Folge der Unterdrückung der katholischen Kirche in Irland von den Regeln der franziskanischen Lebensweise entfernt hatten. Auf Bitten der Ordensleitung wirkte die Saxonia bei der Reform mit, was auch zu Spannungen zwischen den beiden Provinzen führte. Gregor Janknecht visitierte im Auftrag des Generalministers 1879 und 1888 die Irische Provinz und war entsetzt über das, was er vorfand. Die Ordensleute dort hielten weder Chorgebet noch Exerzitien, vernachlässigten das Gemeinschaftsleben und waren großzügig im Umgang mit Geld. Die Ordensleitung setzte durch, dass neu eintretende Brüder ihr Noviziat und ihre Ausbildung nicht in Irland absolvierten, sondern dazu nach Deutschland und nach Rom kamen und zusammen mit dorthin entsandten Brüdern der Saxonia die Regeln der franziskanischen Observanz erlernen sollten. Ab 1885 war das Noviziat für die Iren in Harreveld. Die ersten so ausgebildeten irischen Franziskaner begannen ab 1896, in Irland zunächst einzelne Klöster zu übernehmen – als erstes am 11. Dezember 1896 den Konvent in Multyfarnham –, und es gelang ihnen, allmählich alle Häuser mit Reformern zu besetzen. Ab 1897 zog sich die Saxonia zugunsten ihres Engagements in Brasilien aus der Unterstützung der Irischen Provinz zurück.
China

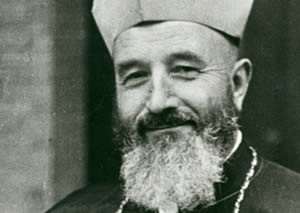
Cyrillus Jarre (1929)

1904 wurde auch China zum Missionsgebiet der Sächsischen Franziskanerprovinz. Tsinan in der Provinz Nord-Sschantung wird Sitz des Bischofs und der Ordensleitung. Bis 1942 wirkten dort 71 deutsche Franziskaner, darunter ab 1929 auch einige der Colonia. Am 8. März 1952 starb Cyrillus Jarre, Erzbischof von Tsinan. Er war seit 1904 mit Unterbrechungen für die Saxonia in China tätig und befand sich seit Oktober 1951 aus politischen Gründen in Haft. Nach 1945 waren deutsche Franziskaner für mehrere Jahrzehnte auf Taiwan tätig.
Missionsvereine
Flankierend zum Engagement der Provinz in Übersee entstanden bei zahlreichen Klöstern in Deutschland „Missionsvereine“, die die Arbeit der Missionare durch Gebet und Spenden unterstützten und zum Teil mehrere tausend Mitglieder hatten. Die Zeitschrift „Antonius-Bote“ beschäftigte sich ab 1916 mit Fragen der Mission, 1922 wurde in Werl eine Provinz-Missions-Verwaltung eingerichtet, die die Arbeit der „Missions-Prokuratoren“ in den einzelnen Klöstern koordinierte. 1913 wurde in Dorsten ein Missionsmuseum gegründet, das aber im Zweiten Weltkrieg zerstört wurde. Aus den Beständen entstand 1962 ein neues, erweitertes Missionsmuseum in Werl, ab 1987 „Forum der Völker“ genannt. Von Werl aus wurde durch die Missionsverwaltung der Provinz das Wirken von Franziskanern in verschiedenen Erdteilen unterstützt.

#### Tätigkeitsschwerpunkte seit dem Kulturkampf

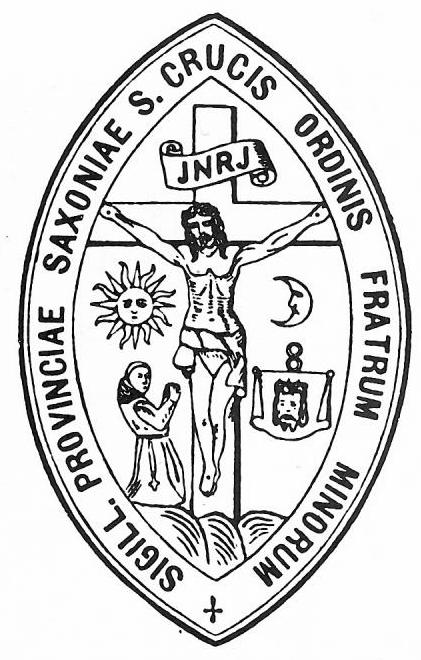
Das Siegel der Saxonia (um 1900)

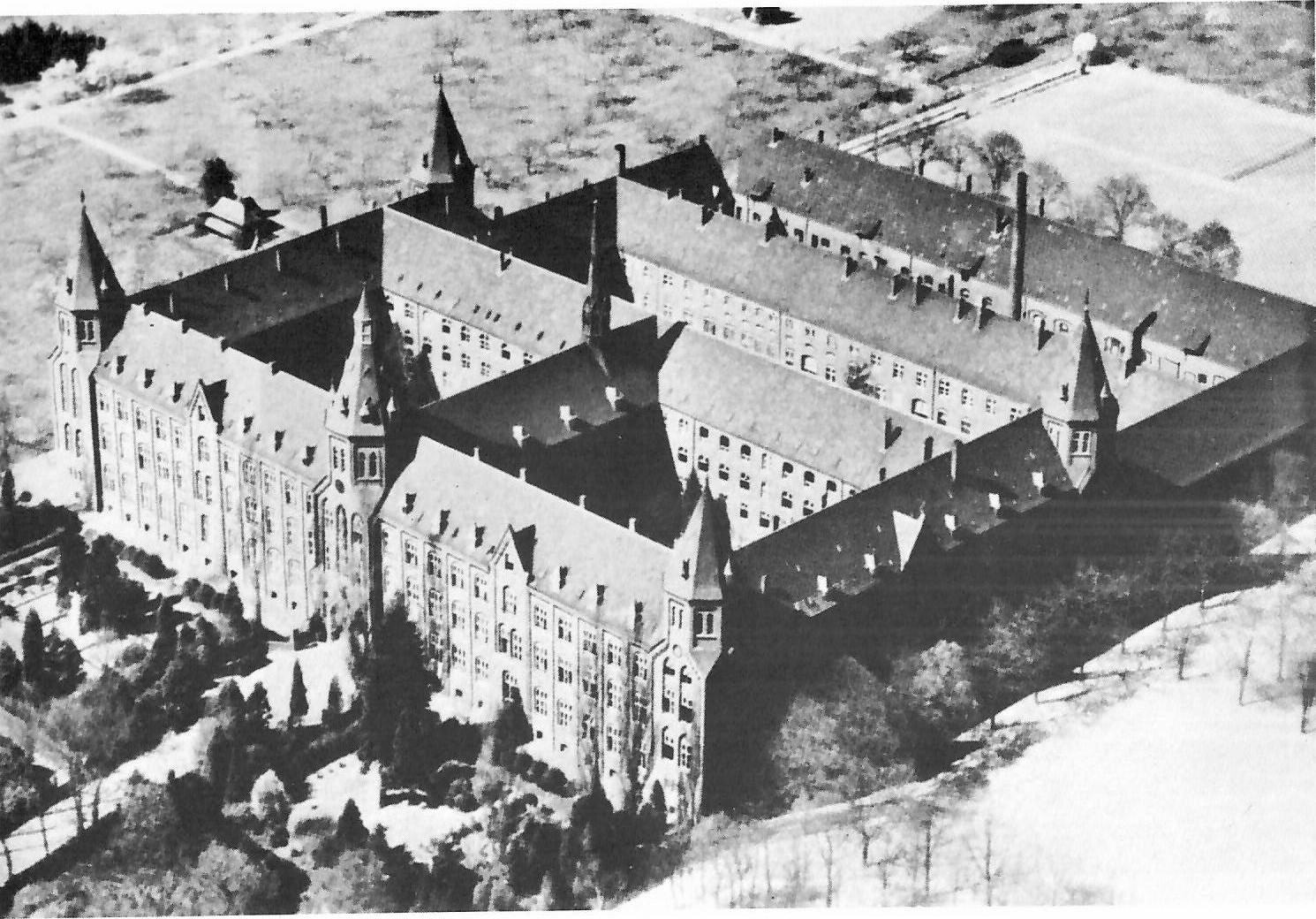
Kolleg Sankt Ludwig in Vlodrop (um 1910)

Am 27. Januar 1887 wurde den Orden wieder die Aufnahme neuer Mitglieder erlaubt, am 29. April 1887 die Aushilfe in der Seelsorge in Preußen. Provinzial Irenäus Bierbaum bereitete die Rückkehr in die deutschen Klöster vor, indem er alle Konvente anwies, an den neun Dienstagen vor Ostern 1887 für eine gute Wiederaufrichtung der Provinz in Preußen die Allerheiligenlitanei zu beten. Im Mai 1887 reiste er persönlich zu den Bischöfen von Köln, Münster, Paderborn und Fulda, die alle der Rückkehr der Franziskaner in ihr Bistum zustimmten. Die Provinz profitierte von den guten Beziehungen zum Fuldaer Bischof Georg von Kopp, der Bierbaum beriet und gegenüber der preußischen Regierung empfahl. Der Provinzial reichte am 14. Mai 1887 persönlich beim Kultusminister Gustav von Goßler in Berlin das Gesuch um Wiederzulassung der 15 Klöster in Preußen ein; ferner beantragte er das Indigenat, durch das Brüdern die preußische Staatsangehörigkeit erhalten blieb, auch wenn sie sich länger als zehn Jahre im Ausland aufhielten. Alle Eingaben wurden positiv beschieden. Nach und nach kehrten die Ordensleute in ihre früheren Konvente zurück; sie waren von der Provinzleitung angehalten, jetzt wieder den Habit zu tragen und die reguläre Ordnung zu beachten. Die Häuser in Holland wurden aufgegeben, lediglich die Niederlassung in Harreveld mit ihrer Schule blieb bestehen und wurde 1891 zum Konvent erhoben, da den Franziskanern in Preußen noch nicht wieder erlaubt war, Schulen zu errichten. Neben dem Internat unterhielt die Saxonia in Harreveld auch ihr Noviziat. Von 1361 Harrevelder Schülern zwischen 1882 und 1907 traten 1137 ins Noviziat ein. Die jungen Brüder, die in der Exilszeit in Preußen wehrpflichtig gewesen wären, mussten bei ihrer Rückkehr mit einer Einberufung rechnen. Provinzial Bierbaum konnte erreichen, dass sie als Krankenpfleger der Ersatzreserve zugewiesen wurden.
Von Vorteil für die Provinz war nach Einschätzung von Gisela Fleckenstein die durch den Kulturkampf bedingte Kontinuität in der Provinzleitung, weil die Provinziale Gregor Janknecht und Othmar Maasmann und auch einige Definitoren mehrere Amtszeiten absolvierten, was normalerweise wegen des Rotationsprinzips bei den franziskanischen Leitungsämtern vermieden werden soll, und vor allem Gregor Janknecht „kreativ und innovativ handelte“. So ging die Saxonia letztlich gestärkt aus der Zeit des Kulturkampfes hervor.
Die Schule zog 1909 nach Vlodrop und blieb als Kolleg St. Ludwig, eine deutsche Auslandsschule mit Internat mit Platz für 280 Schüler, bis 1979 in Trägerschaft der Saxonia bestehen; es war benannt nach dem franziskanischen „Jugendpatron“ Ludwig von Toulouse. 1927 kam ein weiteres Kolleg in Exaten bei Roermond hinzu, das 1929 an die Kölnische Provinz überging und bis 1967 bestand.
Die beiden aus der untergegangenen „Thüringischen Provinz“ bestehen gebliebenen Konvente in Fulda und Salmünster waren 1853 vom Bischof von Fulda der Saxonia zugewiesen worden, wo sie ab 1855 als Kustodie „Thuringia S. Elisabeth“ eine gewisse Selbständigkeit erhielten. 1894 wurde die Kustodie von der Ordensleitung wieder als eigenständige „Thüringische Franziskanerprovinz von der Hl. Elisabeth“ eingerichtet.
Am 24. Mai 1888 erfolgte in Breslau die erste Neugründung eines Konventes an der Ägidiuskirche, dessen Hauptaufgabe das Beichtehören im Breslauer Dom war; 1890 wurde in Mönchengladbach und in der Ulrichgasse in Köln mit dem Bau eines Klosters begonnen.
1893 übertrugen die Bischöfe die Seelsorge an den Polen, die in großer Zahl als Arbeiter im Ruhrgebiet ansässig wurden („Ruhrpolen“), ganz den Franziskanern der Sächsischen Provinz, da sie über Mitbrüder aus Schlesien verfügte, die sowohl die deutsche als auch die polnische Sprache sprachen; 1900 musste die Provinz diese Aufgabe jedoch wegen Überlastung der Patres kündigen. Die Klöster in Schlesien (St. Aegidii in Breslau, St. Annaberg, Josefskloster bei Neustadt/Oberschlesien, Hospiz Kapellenberg bei Neustadt/OS, Breslau-Carlowitz und Neiße) mit etwa 100 Brüdern wurden 1902 zu einer selbständigen Kustodie zusammengeschlossen, die 1911 zur „Schlesischen Provinz von der Hl. Hedwig“ (Silesia) wurde.
Die Sächsische Provinz hatte 1894 657 Brüder in 25 Niederlassungen (180 Patres, 126 Kleriker, 125 Laienbrüder und 145 Tertiaren). Seit 1897 befand sich das Provinzialat in Düsseldorf, vorher in Warendorf.
Am 12. März 1903 wurden zwei Gesellschaften zum „Erwerb von Gebäuden und Grundstücken sowie deren Erhalt für staatlich genehmigte Niederlassungen des Franziskanerordens“ gegründet, um eine gesetzlich abgesicherte Betätigung der Klöster und der Provinz zu gewährleisten: die „Florentin Kaufmann & Co. Gesellschaft mit beschränkter Haftung“ (nach Provinzialminister Joseph Kaufmann) und die „Josef Falke & Co. GmbH“ (nach Didakus Falke, dem Guardian des Klosters Werl). Die Rechtslage war dabei nicht eindeutig; der „Josef Falke & Co. GmbH“ wurde 1906 der Eintrag ins Handelsregister gerichtlich verweigert, während die „Florentin Kaufmann & Co. GmbH“ unbeanstandet weiter bestehen konnte. Die Gründung zweier Gesellschaften erfolgte seitens der Saxonia möglicherweise als Vorbereitung auf eine Wiedererrichtung der Kölnischen Franziskanerprovinz Colonia, die damals diskutiert wurde. Die Trennung der Provinz war 1900 von Generalminister Aloys Lauer und 1903 erneut von seinem Nachfolger Dionysius Schuler vorgeschlagen worden, wurde jedoch wiederholt vom Provinzkapitel der Saxonia mit Hinweis auf die Abtrennung der Schlesischen Provinz abgelehnt; auch wurde eingewandt, die Saxonia habe für eine weitere Trennung zu wenige Konvente und qualifizierte Obere. Die Klöster in Paderborn, Rietberg, Warendorf und Wiedenbrück hatten mit päpstlicher Genehmigung den Status einer juristischen Person öffentlichen Rechts mit Kooperationsrechten, so dass sie Verträge abschließen und Eigentum besitzen konnten, das nicht im Besitz der einzelnen Brüder war, sondern Eigentum der juristischen Person. Mehrere Klöster der Saxonia wurden zeitweise als Eigentum auf eines dieser Klöster übertragen: Essen auf Wiedenbrück, Aachen, Düsseldorf und Köln auf Paderborn. Zur Abtrennung der Colonia kam es dann 1929.

### 20. Jahrhundert

#### Die ersten Jahrzehnte

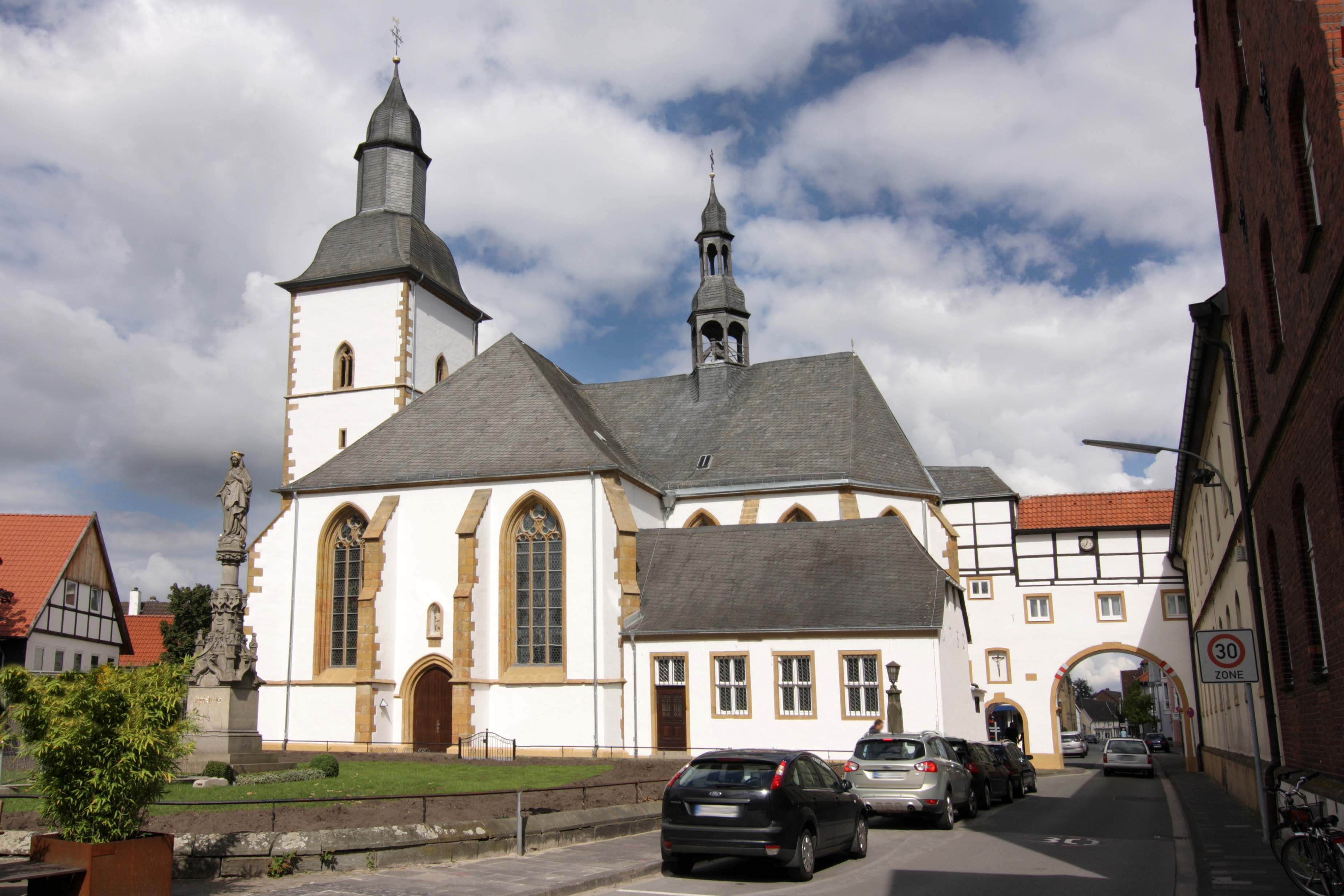
Kloster Wiedenbrück (rechts) mit „Patersbogen“ zur Marienkirche

An zahlreichen Orten waren Franziskaner in der Pfarrseelsorge tätig, vor allem in Form von Aushilfen als Beichtvater und bei Gottesdiensten zur Unterstützung der Pfarrer umliegender Gemeinden. Bei der Übernahme von Pfarrstellen als regulärer Pfarrer war man bis zum Ersten Weltkrieg zunächst zurückhaltend, weil diese Tätigkeit eine Präsenz außerhalb des Klosters erforderte, die mit der klösterlichen Lebensweise manchmal nur schwer zu vereinbaren war. Auch war für einen Pfarrer eine längere Amtsdauer von Vorteil, während die Ordensregel einen häufigeren Wechsel in den leitenden Ämtern vorsah. An allen ihren Klosterkirchen betreuten die Franziskaner eine Gruppe des Dritten Ordens, mancherorts auch an Orten ohne Franziskanerkloster. Hinzu kamen eine Reihe von Bruderschaften. Der Dritte Orden hatte Aufschwung gewonnen, seit Papst Pius IX. 1872 selber Tertiar geworden war und ihn besonders förderte. 1914 betrug die Zahl der von der Saxonia betreuten Mitglieder des Dritten Ordens etwa 60.000, 1925 rund 45.000 Mitglieder in 373 Drittordensgemeinden. Die Saxonia betrieb die Seelsorge an mehreren Wallfahrtsorten: die großen Marienwallfahrten in Hardenberg-Neviges mit 1913 etwa 100.000 Pilgern, Moresnet (85.000) und Werl (80.000) sowie einige kleinere wie die Apollinaris-Wallfahrt in Remagen, die Heilig-Kreuz-Wallfahrt in Hülfensberg und auf dem Kreuzberg in Bonn, die Marienwallfahrten in Wiedenbrück und Castel Sant’Elia und die St.-Anna-Wallfahrt auf dem Annaberg in Oberschlesien.
Die Abhaltung von Exerzitien nahm an Bedeutung zu. 1908 eröffnete die Provinz in Werl ein erstes eigenes „Musterexerzitienhaus“, das St.-Franziskus-Haus; bis 1914 hatten dort 13.886 Personen an 200 Kursen teilgenommen, die als „Standesexerzitien“ für Rekruten, Arbeiter, Landwirte, Gymnasiasten, Küster, Lehrer, Akademiker und andere Berufsgruppen konzipiert waren. In den 1920er-Jahren kamen Exerzitienhäuser in Marienthal im Westerwald und in Ohrbeck (1926) hinzu, aus dem 1971 die Heimvolkshochschule „Haus Ohrbeck“ in Georgsmarienhütte wurde.
Mehrere Mitglieder der Saxonia traten um die Wende zum 20. Jahrhundert als Vortragsredner zu Fragen von Geschichte, Kunst und Kultur auf, ferner besonders auch zu Zeitfragen, u. a. der Sozialen Frage. Dies erfolgte bei Versammlungen von kirchlichen Vereinen oder im Rahmen von Veranstaltungen des Volksvereins für das katholische Deutschland, wo der spätere Provinzial Ephrem Ricking in den 1910er-Jahren gearbeitet hatte; der Leiter des Volksvereins, Heinrich Brauns, war den Franziskanern sehr verbunden. Sie vertraten eine Einstellung, die die preußische Monarchie als gottgewollte Ordnung ansah, und warnten vor den Gefahren von Sozialismus, Kommunismus und Liberalismus. Tendenziell vertraten die Patres einen Kurs nahe der Deutschen Zentrumspartei.
Ab der Mitte des 19. Jahrhunderts war für die Provinz eine neue Aufgabe – eine ihrer Hauptaufgaben – entstanden, die bis in die zweite Hälfte des 20. Jahrhunderts bedeutsam war und der Provinz nachhaltige Resonanz in der kirchlich verbundenen Öffentlichkeit brachte: die Volksmissionen. Die Franziskaner übernahmen die Methoden der Jesuiten, Lazaristen und Redemptoristen. Bis zu den 1870er-Jahren hatten bereits über 600 davon stattgefunden. Die Volksmissionen dauerten acht oder 14 Tage und wurden gewöhnlich von drei oder vier Patres durchgeführt, die täglich drei Predigten hielten. Zu den Beichtzeiten kamen oft weitere Franziskaner hinzu. Um 1920 waren 25 bis 30 Patres der Saxonia als Volksmissionare tätig; allein 1922 wurden 134 Volksmissionen gehalten. Anfang der 1950er-Jahre beteiligte sich die Saxonia auch an Missionen für Heimatvertriebene in der norddeutschen Diaspora mit Hilfe von Kapellenwagen. Nach dem Zweiten Weltkrieg ging die Volksmissions-Bewegung jedoch kontinuierlich zurück und kam in den 1970er-Jahren trotz Erprobung neuer Formen ganz zum Erliegen. 1962 hatte die Provinz noch 11 Volksmissionare, 1974 noch zwei.
Um die Wende zum 20. Jahrhundert waren das Studium der Philosophie und der Theologie für die jungen Brüder auf mehrere Klöster der Provinz verteilt, um einen einzelnen Konvent nicht durch eine Vielzahl von Studenten wirtschaftlich zu überfordern, die ja durch Terminieren von Lebensmitteln mit verpflegt werden mussten. Für die Kleriker bedeutete das häufigen Wechsel des Wohnortes. Die Studienkonvente waren Dorsten, Wiedenbrück, Düsseldorf, Werl (1888–1900), Paderborn, Bleyerheide (1879–1902), Aachen (1893–1903) und Warendorf (bis 1896). Die Generalstatuten des Ordens von 1897 forderten das Abitur als Voraussetzung und eine Straffung des Ordensstudiums. Ab 1903 konzentrierte daher die Saxonia das viersemestrige Philosophiestudium und zwei Semester Theologie im Kloster in Dorsten, das dafür einen Neubau erhielt und 1903 mit 38 Klerikerstudenten begann. Dann legten die Kleriker die feierliche Profess ab, und weitere fünf Semester Theologie folgten in Paderborn, während denen die Kleriker die niederen Weihen, die Diakonatsweihe und vor dem letzten Semester die Priesterweihe empfingen. Dorsten und Paderborn hatten hierzu einen ausreichend großen Terminierbezirk.
Im Ersten Weltkrieg kamen 92 Mitglieder der Provinz ums Leben. Drei Konvente (Paderborn, Düsseldorf und Wiedenbrück) beherbergten Lazarette. Sechs Patres wurden als Feldgeistliche eingesetzt. Die Wiedereingliederung Kriegsdienst leistender Franziskaner in die Gehorsamsdisziplin und der Umgang mit schwer verwundeten Mitbrüdern war Thema in den Beratungen der Provinzleitung; man dachte sogar daran, verwundete Fratres zum Ordensaustritt zu bewegen, wenn sie nicht mehr arbeitstauglich würden.
Ab 1918 informierte eine Provinzzeitung mit dem Titel „Mitteilungen aus der Provinz“ über die Arbeit der Saxonia, die von 1920 bis 1996 als „Vita Seraphica“ erschien; als Vorläufer kann ein Rundbrief der Provinz an alle im Kriegsdienst stehenden Provinzangehörigen angesehen werden, der ab 1914 erschien und von 14 Folgen einer „Kleinen Kriegszeitung“ abgelöst wurde. Die Zeitschrift „Antonius-Bote“ steigerte ihre Auflage zwischen 1907 und 1915 von 4000 auf 45000 Exemplare. Außerdem gab es eine Vierteljahresschrift „Kirche und Kanzel. Blätter für homiletische Wissenschaft“. Eine Zeitschrift für Tertiaren hieß „Franziskus-Stimmen“. Die Provinz gründete 1922 in Werl sogar eine eigene Druckerei, die „Franziskus-Druckerei G.m.b.H.“, aus der 1949 der „Dietrich-Coelde-Verlag G.m.b.H.“ wurde. Im Studienhaus in Dorsten konnte der Lehrbetrieb Anfang 1919 wieder beginnen; etwa zwölf Brüder studierten Philosophie, etwa neun Theologie.
Auf dem Provinzkapitel im August 1918 wurde erstmals darüber beraten, ob von der in der Ordensregel geforderten geldlosen Lebensweise abgewichen werden dürfe, da sie im Alltag fast nicht durchzuführen sei.
Am 17. April 1929 kam es zur Abspaltung mehrerer Klöster von der Saxonia und der Wiederbelebung der Kölnischen Franziskanerprovinz von den Heiligen Drei Königen, nachdem es „Spannungen“ zwischen dem westfälischen und dem rheinischen Teil der Saxonia gegeben hatte. Die Colonia übernahm die linksrheinischen und die im Rheinland gelegenen rechtsrheinischen Klöster der Saxonia: Hardenberg-Neviges, Düsseldorf, Remagen, Aachen, Moresnet, Mönchengladbach, Bonn, Köln, Marienthal, Ehrenstein, Essen, St. Thomas, Euskirchen, Mörmter, Saarbrücken, Hermeskeil und Exaten. Die wiedergegründete Kölnische Provinz entsandte zudem 17 Mitglieder in die Mission der Saxonia in China. Das Provinzialat in Düsseldorf ging an die Colonia über, die Saxonia verlegte ihr Provinzialat ins Kloster Werl, wo es bis 1998 blieb und dann nach Hannover verlegt wurde. Ein Teil der Provinzverwaltung blieb allerdings in Werl.

#### Zeit des Nationalsozialismus und Zweiter Weltkrieg

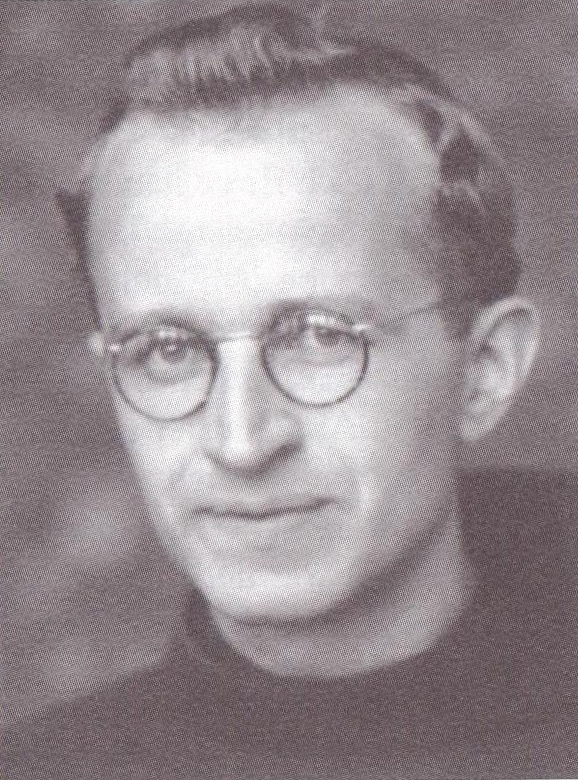
Elpidius Markötter, † 1942 im KZ Dachau

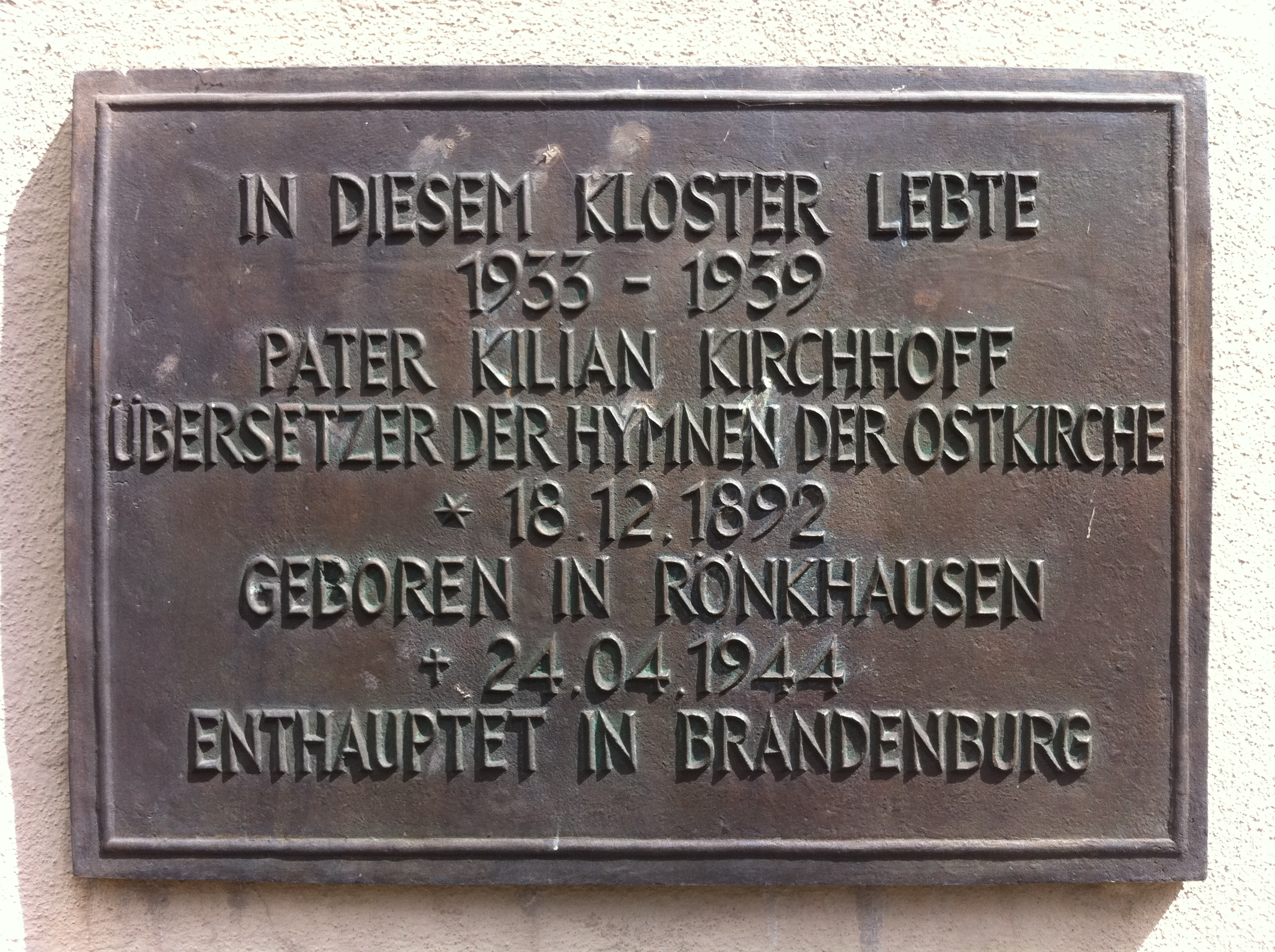
Gedenktafel für Kilian Kirchhoff am Kloster in Rietberg

Über die Zeit des Nationalsozialismus urteilt der Kirchenhistoriker Gerhard Lindemann: „Mit einer keineswegs einheitlichen Position zum Nationalsozialismus war die Saxonia für die Herausforderungen, die das Jahr 1933 und die Zeit danach mit sich brachten, kaum gerüstet. Neben vorsichtiger Kritik beteiligten sich die Ordensleute auch aktiv an Parteiveranstaltungen, die meisten hielten sich jedoch mit positiven oder negativen Äußerungen zurück.“ Als Gegenmodell zum NS-Staatsverständnis galt bei den Franziskanern vorherrschend nicht die parlamentarische Demokratie, sondern „eine berufsständisch organisierte Gesellschaftsordnung“; Heroismus und Entschlossenheit galten als vom neuen Zeitgeist übernehmenswert. Beeinträchtigungen und Angriffe des Regimes gegen die Klöster in den Devisen- und Sittlichkeitsprozessen schränkten das Wirken der Franziskaner zunehmend ein, wenn auch die Saxonia von den Sittlichkeitsprozessen weniger schwer betroffen war als andere Orden. Es kam zu Strafanzeigen, Redeverboten, Sammlungsverboten und verschärften Kontrollen von Wallfahrten und Exerzitien sowie der Drittordensarbeit. Der frühere Provinzialminister Ephrem Ricking wurde verhaftet und verurteilt, weil er gefährdete Brüder nach Holland gebracht hatte. Das Kolleg in St. Ludwig verlor 1938 das Recht zur Abnahme des Abiturs, so dass Oberstufenschüler auf Gymnasien in Deutschland wechseln mussten, wo sie eine Klasse zurückgestuft wurden. 1940 wurde St. Ludwig geschlossen, 1951 wieder eröffnet. Auch ein 1932 in Warendorf eröffnetes Unterstufenkolleg musste von 1939 bis 1947 schließen. Mancherorts verzichteten die Franziskaner auf das Tragen des Habits außerhalb des Klosters, weil sie infolge der NS-Propaganda Anfeindungen auf der Straße ausgesetzt waren. Die Provinzleitung versuchte bis in den Zweiten Weltkrieg hinein, sich dem Staat durch Bekundung nationaler Treue zu empfehlen, etwa durch Unterstützung der Remilitarisierung, selbstverständliche Teilnahme an Gasschutzübungen und Reichsarbeitsdienst. In der Seelsorge widmeten sich die Franziskaner der Festigung des katholischen Milieus und der geistlichen Stärkung durch Predigt, große Prozessionen und Aufwertung verschiedener Formen der Volksfrömmigkeit.
Bei Ausbruch des Zweiten Weltkriegs bot die Provinz den kirchlichen und staatlichen Behörden einige „im Weltkriege erprobte Mitglieder unserer Ordensprovinz als Divisionspfarrer“ an; dass „wenigstens der eine oder andere mit den kämpfenden Truppen als Seelsorger ausrücken kann“, so der mit den Gesprächen beauftragte Autbert Stroick, „ist für uns Ehrenpflicht an unserer Berufung wie dem Vaterland“ Stroick hatte als Offizier am Ersten Weltkrieg teilgenommen. Es gab Stimmen in der Provinz, die die beim Militär geforderte Disziplin und Ordnung als förderlich für die jungen Ordensmänner ansahen. Im Verlauf des Krieges wurden in mehreren Klöstern Räumlichkeiten von der Wehrmacht oder der Gestapo beschlagnahmt und als Sanitätsabteilung oder Kaserne genutzt, so in Wiedenbrück von 1939 bis 1945. Die Aufnahme von Novizen war eingeschränkt und ab 1940 weitgehend untersagt. Die Schulen in Vlodrop und Warendorf wurden 1940 geschlossen, Exerzitienarbeit und die Wallfahrten nach Werl und Wiedenbrück wurden 1941 verboten. Mehrere Patres wurden wegen ihrer Predigten von den Nationalsozialisten verhaftet und interniert. Elpidius Markötter starb 1942 im Konzentrationslager Dachau, Kilian Kirchhoff wurde 1944 von Roland Freisler zum Tode verurteilt und enthauptet, Gandulf Korte starb in Untersuchungshaft in Bochum bei einem Bombenangriff. Der Laienbruder Wolfgang Rosenbaum wurde als Jude umgebracht. Alkuin Gaßmann überlebte eine dreijährige Haft im KZ Dachau. Gegen Kriegsende wurden mehrere Kirchen und Konvente bei Bombenangriffen zerstört.

#### Entwicklung seit dem Zweiten Weltkrieg
Die Nachkriegsjahre standen vielerorts im Zeichen des Wiederaufbaus. Das Provinzstudienhaus war von 1945 bis 1951 in Warendorf, weil die Studienklöster Dorsten und Paderborn zerstört waren. 1951 kehrte das Theologiestudium nach Paderborn zurück, das Philosophische Studium übersiedelte 1963 in ein neues Kloster in Münster. Die Integration der Kriegsheimkehrer war eine vorrangige Aufgabe der Provinzleitung; kriegsbedingte Lockerungen der Ordensregel wurden aufgehoben. Die Wallfahrten auf dem Hülfensberg, dem Kerbschen Berg bei Dingelstädt, in Wiedenbrück und Werl wurden bereits 1945 wieder aufgenommen. Neue Klöster wurden in Wadersloh (1951) und Hamburg (1958) gegründet, Anfragen aus anderen Orten (Vechta, Bielefeld und Bremen) konnten wegen „Kräftemangels“ nicht erfüllt werden. In der Bundesrepublik profitierte die Provinz vom Wirtschaftswunder, so dass das Armutsgelübde zu einer neuen Herausforderung wurde. Besondere seelsorgliche Aufgaben erkannte die Provinz neben der Pfarrseelsorge, der Schwestern- und Krankenhausseelsorge in der Arbeiterseelsorge und der Vertriebenenseelsorge.
Das Kolleg in St. Ludwig wurde 1951 wieder eröffnet; Im Schuljahr 1969/70 waren 19 Lehrer (davon fünf als Präfekten) und 25 Brüder am Kolleg tätig. Das Provinzkapitel beschloss 1976, St. Ludwig aufzugeben und stattdessen in Deutschland tätig zu werden. 1977 bis 1979 erfolgte schrittweise der Übergang zur „Ursulaschule“ in Osnabrück, welche die Ursulinen 1978 in die Trägerschaft des Bistums Osnabrück übergaben. Die Saxonia übernahm die Schulleitung und stellte neun Lehrer; Schulbibliothek, naturwissenschaftliche Geräte und Schulmöbel wurden von St. Ludwig der Ursulaschule übergeben. Die Provinz zog sich aus der Schule 2005 zurück, nachdem es nicht gelungen war, genügend jüngere Mitglieder der Provinz für „die Schule als Ort franziskanischer Evangelisierung“ zu motivieren. Ein zweites Gymnasium hatte die Provinz von 1951 bis 1989 in einem vorherigen Landschulheim der Schulbrüder in Wadersloh; es war aus der Unterstufe in Warendorf hervorgegangen und erhielt 1961 die Anerkennung als altsprachliches Gymnasium. 1962 baute die Provinz ein neues Schulgebäude, 1970 begann die Aufnahme von Mädchen. 1989 übergab die Saxonia die Trägerschaft an den „Schulverein Gymnasium Johanneum Wadersloh“ und löste 1991 das Kloster in Wadersloh auf. Förderkurse und Internate der Provinz bestanden schließlich von 1945 bis 1959 in Attendorn und von 1959 bis 1975 in Dorsten.
Nach der Teilung Deutschlands lagen einige Konvente in der sowjetischen Besatzungszone bzw. der Deutschen Demokratischen Republik, die meisten in der Britischen Besatzungszone bzw. der Bundesrepublik Deutschland. Im Juli 1949 führte die Provinz das Amt eines „Quasi-Delegaten“ für das Gebiet der DDR ein, der für die dort gelegenen Klöster Aufgaben eines Provinzialministers wahrnahm. Die Festigung der innerdeutschen Grenze ab 1961 erschwerte die Kommunikation zwischen dem östlichen und dem westlichen Teil der Provinz zusätzlich. Zudem war auf dem Gebiet der DDR auch die Silesia tätig, deren Muttergebiet jenseits der neuen polnischen Grenze an Oder und Neiße ebenfalls schwerer erreichbar war. Von den 50 Franziskanern in der DDR gehörten 1970 19 der Saxonia und 31 der Silesia an. 1955 gründeten die beiden Provinzen in Dingelstädt ein gemeinsames Noviziat. Am 7. Februar 1973 wurde gemeinsam die „Föderation der Franziskaner in der DDR“ im Status einer Kustodie der Saxonia errichtet. Die in der Bundesrepublik Deutschland gelegenen Häuser der Silesia (Ottbergen, Hannover-Kleefeld, Hildesheim, West-Berlin) bildeten ab 1980 die „Schlesische Kustodie von der heiligen Hedwig“ und wurden am 24. April 1986 auf dem Provinzkapitel der Saxonia in Werl vollständig in die Saxonia eingegliedert, für die Klöster in Halberstadt, Hülfensberg, Dingelstädt, Halle (Saale) und Berlin-Pankow geschah dies zum 1. Januar 1992.
Ab 1968 beteiligte sich die Saxonia an dem gemeinsamen Ordensstudium der deutschen Franziskanerprovinzen, der Wiener und Schweizer Franziskanerprovinz sowie der Rheinisch-Westfälischen Kapuzinerprovinz. Münster wurde Standort der philosophischen Studien, die theologischen Studien waren in München. Ab 1971 entwickelte sich daraus das interprovinzielle Studium in Münster in Trägerschaft der Kölnischen, Schlesischen und Sächsischen Franziskanerprovinz mit der Rheinisch-Westfälischen Kapuzinerprovinz, die Philosophisch-Theologische Hochschule Münster. Ein weiteres interprovinzielles Projekt war die Missionszentrale der Franziskaner, die 1969 in Bonn-Bad Godesberg ihre Arbeit aufnahm und der sich in den kommenden Jahren 20 Franziskanerprovinzen in Europa und anderen Erdteilen anschlossen. Die Saxonia unterhielt Gymnasien in Wadersloh (bis 1991).
Das Zweite Vatikanische Konzil brachte Veränderungen im Gemeinschaftsleben und den Ordensritualen, in der Liturgie und in den pastoralen Methoden, die in der Provinz auch zu Spannungen führte: „Viele bis dahin selbstverständliche Lebensformen wurden plötzlich hinterfragt und geändert. Was für viele jüngere Mitglieder wie eine Befreiung wirkte, mußte zwangsläufig in den Augen der älteren als Verrat an ihrer Berufung und ihrer Lebensgeschichte erscheinen.“ Ein neuer Typ von Kloster („Experimente“) im Stil einer kleinen Fraternität in Mietwohnungen wurde erstmals 1968 in Dortmund-Scharnhorst gegründet, wo die Brüder in der Pfarrseelsorge eines Neubaugebietes und in der überregionalen Jugendarbeit tätig waren. 1985 bezogen drei Brüder in Herne eine Wohnung in einer Obdachlosensiedlung. Hier kündigte sich ein Prozess der schnellen Veränderungen von Standorten an, der der ursprünglichen franziskanischen Lebensweise nicht fremd ist.
Ende 1962 zählte die Provinz 507 Mitglieder (255 Patres, 170 Laienbrüder, 65 Novizen und Brüder mit zeitlicher Profess) in 22 Niederlassungen in den Bistümern Essen, Münster, Paderborn und Osnabrück sowie in Italien (Castel Sant’Elia) und den Niederlanden (Kolleg St. Ludwig in Vlodrop). Ende 1975 hatte die Sächsische Provinz 407 Mitglieder und Ende 1997 219 Mitglieder: 160 Patres, 2 Priesteramtskandidaten, 1 ständiger Diakon und 50 Laienbrüder mit ewiger Profess sowie 5 Priesteramtskandidaten mit zeitlicher Profess und 1 Novize. In den 1990er-Jahren kam es zur Aufgabe zahlreicher Klöster, jedoch gab es auch Neugründungen, etwa 1998 für einige Jahre in Neubrandenburg und ab 2004 in Waren (Müritz). 2004 gehörten 159 Brüder in Deutschland in 18 Häusern zur Provinz, hinzu kamen 26 Brüder in Afrika, Japan, im Heiligen Land und in Brasilien.
2002 entschlossen sich die deutschen Franziskanerprovinzen dazu, ihre Zusammenarbeit zu intensivieren und auf eine neue Grundlage zu stellen. Von ihren 450 Mitgliedern mit ewiger Profess war nur ein Drittel jünger als 60 Jahre. Eine Befragung der Provinzangehörigen aller Provinzen brachte für die Saxonia das Ergebnis, dass von 121 sich beteiligenden Brüdern der Saxonia 120 für eine Fusion der vier Provinzen plädierten. Das Provinzkapitel vom 27. Februar 2007 sprach sich einstimmig „für eine Vereinigung der vier deutschen Franziskanerprovinzen unter einer Leitungsstruktur und unter Berücksichtigung der Regionen im Jahr 2010“ aus. Die Fusion erfolgte am 1. Juli 2010. Der Provinzial der Saxonia, Norbert Plogmann, war Provinzial der neuen „Deutschen Franziskanerprovinz von der heiligen Elisabeth von Thüringen“, bis er 2012 starb.

## Niederlassungen der Provinz 2010
2010 bestanden Klöster schwerpunktmäßig in Westfalen, einzelne Klöster in den nördlichen und östlichen Bundesländern und in Berlin.
- Berlin-Pankow (seit 1921)
- Berlin-Wilmersdorf (dort von 1986 bis 2020)
- Dortmund (seit 1895)
- Dorsten (seit 1488 mit Unterbrechungen)
- Halberstadt (1223–1814, 1920–2020)
- Halle (Saale) (seit 1923)
- Hamburg (seit 1958)
- Hannover (1928–2010, von 1998 bis 2010 Provinzialat)
- Hülfensberg (seit 1860)
- Mühlen (seit 1909)
- Ohrbeck (Georgsmarienhütte, seit 1918)
- Ottbergen (1868–2012)
- Paderborn (1232 bis zur Reformation, seit 1658 mit Unterbrechung im Kulturkampf)
- Waren/Müritz (seit 2004)
- Werl (seit 1848, bis 1998 Provinzialat, 2019 aufgelöst)
- Wiedenbrück (seit 1677, mit Unterbrechung im Kulturkampf, 2020 aufgelöst)

## Bekannte Provinzialminister und Provinzialvikare
- Cäsarius von Speyer (ab 1222, Provinz Teutonia)

### 1230–1517
| - Simon von England (ernannt vom Generalkapitel am 26. Mai 1230, der vor Amtsantritt am 14. Juni 1230 starb) - Johannes von England (1231–1232, ernannt 1230) - Johannes Piano del Carpini (1232–1239) - Konrad von Braunschweig (auch Konrad von Sachsen, Holtnicker genannt; 1247–1262, 1272–1279; vorher Lektor in Hildesheim: † 1279 auf dem Weg zum Generalkapitel in Bologna) - Otto von Reinstein (1279–1282) ... - Thomas von Kyritz (1307–1316; vorher Lektor in Erfurt) - Heinrich von Beichlingen (1316–1322; vorher Lektor in Lübeck) ... - Johannes von Chemnitz (1394–1366) - Johannes von Minden (1396–1405?; † 1413 in Lüneburg) - Jakob von Belgern (1405?, von Papst Innozenz VII. bestellt) - Hermann Schilling (?–?; amtierte 1416) - Theodor Struve (1421, stirbt elf Tage nach seiner Wahl) | - Friedrich Macharim (1421–1427) - Matthias Döring (1427–1461, von 1443 bis 1449 auch Generalminister einer dem Gegenpapst Felix V. treuen Abspaltung des Ordens) - Nikolaus Lackmann (1461–1479, † 1479; vorher Leiter des Ordensstudiums in Erfurt) - Eberhard Hillemann (1479–1490; 1437 in Rostock immatrikuliert) - Ludwig von Segen (1490–1498, † 1508; seit 1502 Weihbischof in Hildesheim) - Johann Heymstede (1498–1504; 1465–1469 in Rostock immatrikuliert, † 1504) - Johannes Weygnant von Bamberg (1504–1507) - Ludwig Henning (1507–1515) - Hermann Nedewolt (1515–1518; † 1518) - Benedikt von Löwenberg (1518–1521; Saxonia S. Johannis Baptistae) - Gerardus Funk (Gerhard Funck) (1520–1524; Saxonia S. Johannis Baptistae) - Eberhard Runge (1524–1527; Saxonia S. Johannis Baptistae) - Andreas Schunemann (1527–; Saxonia S. Johannis Baptistae) |

### Provinzialvikare der Observanten
Die Vikare der Observanten wurden jeweils auf drei Jahre gewählt. Das Amt bestand in der sächsischen Provinz von 1449 bis 1517:
| - Hermann Königsberg 1449–1451 - Henning Sele 1452–1455 - Johannes von Brandenburg (1455–1458) - Henning Sele 1458–1461 - Emerich von Kemel (1461)–1465 - Henning Sele 1465–1468 - Emerich von Kemel 1468–1471 - Henning Sele 1471–(1474) - Johannes von Brandenburg (1474–1477) - Albert Laffarde 1477–1480 - Heinrich Kannengießer 1480–1482 - Heinrich Voß 1482–1485 | - Friedrich Beyer (1485–1488) - Heinrich Kannengießer 1488–1491 - Heinrich Voß 1491–1494 - Heinrich Kone/Küne 1494–1497 - Heinrich Kannengießer 1497–1499 - Friedrich Beyer 1499–(1500) - Michel Beyer (1500)–1503 - Heinrich Kone/Küne 1503–1506 - Petrus Zille 1506–1509 - Heinrich Kone/Küne 1509–1512 - Heinrich Marquardi 1512–1515 - Johannes Amberg 1515–1517 |

### Saxonia S. Crucisab 1517
| - Johannes Datoris (1517) - Johannes Amberg (1517–1518) - Andreas Grone (1520–1523) - Heinrich Marquardt (1523–1525; † 1525) - Andreas Grone (zweite Amtszeit um 1526) - Suederus Vastmar (?–1529) - Augustin von Alveldt (1529–1532; † 1535) - Suederus Vastmar (1532–1535; † 1535) - Kaspar Sager (1535–1538; † vor 1545) - Johannes Datoris (1538–1545) - Heinrich Helm (1545–1551; † 1560 stammte aus der Colonia) - Ulrich Boller (1551–1554) - Thomas Regius (1554–1556) | - Ludolf Nortzel (1556–1559) - Ludolf Giffhern (1559–1562) - Ludolf Nortzel (1562–1567) - Theoderich (Theodor) Gerardi (1567–1583 stammte aus der Colonia) - Peter von Utrecht (Provinzkommissar, 1584–1596 †) - 1596–1603 unbesetzt? - Johannes Tetteborn (Joannis Terebon) (Provinzkommissar von 1603 bis 1626 †) - Heinrich Lotze (Provinzkommissar seit 1627, Provinzial 1628–1631) ... - Fabian Decheringk (1771–1774) ... - Christian Claes (1783–1786, 1792–1795 †) - Winand Wessels (1786–1789) |

### 1789–2010
| - Marcellinus Molkenbuhr (1789–1792, 1798–1801, 1807–1810) - Jukundian Hellweg (1795–1798) - Firminus Flören (1801–1804, 1810–1822 †) - Josef Schmedding (1804–1808, 1822–1828 als amtierender Provinzvikar †) - Xaver Drolshagen (1829–1843 †) - Florian Bierdrager (1843–1847 †) - Alardus Bartscher (1849–1852, seit 1847 amtierender Provinzvikar) - Xaverius Kaufmann (1852–1855) - Gregor Janknecht (1855–1858, 1858–1861, 1867–1870, 1870–1879, 1888–1891) - Othmar Maasmann (1861–1864, 1864–1867, 1879–1885, 1891–1894) - Irenäus Bierbaum (1885–1888, 1897–1900) - Basilius Pfannenschmid (1894–1897, Rücktritt aus Gesundheitsgründen) - Sylvester Winkes (1897, amtierender Provinzvikar) - Josef Kaufmann (1900–1903, dann Generaldefinitor in Rom bis 1909) | - Osmund Laumann (1903, amtierender Provinzvikar) - Wenzeslaus Straußfeld (1903–1906, 1906–1909) - Richard Breisig (1909–1912, 1912–1915) - Beda Kleinschmidt (1915–1918, 1918–1919, lässt das Amt aus Gesundheitsgründen ruhen) - Lukas Koch (Provinzvikar, vertretungsweise, 1919–1921) - Raymund Dreiling (1921–1924, 1924–1927) - Ephrem Ricking (1927–1930, 1930–1933) - Meinrad Vonderheide (1933–1936, 1936–1939) - Elisäus (Eliseus) Füller (1939–1942, 1942–1946, 1946–1949) - Dietmar Westemeyer (1949–1952, 1952–1955, 1961–1967) - Bernold Kuhlmann (1955–1961) - Constantin Pohlmann (1967–1973) - Hermann Schalück (1973–1979, 1979–1983; 1991–1997 Generalminister des Ordens) - Heribert Arens (1983–1989, 1995–2001) - Theo Maschke (1989–1995) - Norbert Plogmann (2001–2010, dann bis † 2012 Provinzial der Deutschen Franziskanerprovinz) |

## Bekannte Mitglieder
| - Jordan von Giano - Johannes Zatow - Johannes Bremer (um 1420 Student, um 1455 Lektor) - Nikolaus Bucholt - Friedrich Myconius - Lambrecht Slagghert - Heinrich Never - Antonius Schirley - Clementinus Schmitz - Damaszen Himmelhaus - Johann Christoph Bernsmeyer - Heinrich Goßler - Paschalis Gratze - Ignatius Jeiler - Hugo Linderath - Aloys Lauer - Quintilian Borren - Dionysius Schuler - Bernhard Döbbing - Patricius Schlager - Leonhard Lemmens - Jordan Mai - Wenceslaus Straussfeld - Elpidius Weiergans | - Dionysius Ortsiefer - Ferdinand Doelle - Walther Tecklenborg - Matthäus Schneiderwirth - Adalbert Schmücker - Cyrillus Jarre - Tharsicius Paffrath - Romanus Bange - Thaddäus Soiron - Kilian Kirchhoff, am 24. April 1944 in Brandenburg-Görden von den Nationalsozialisten hingerichtet - Siegfried Schneider - Autbert Stroick - Philotheus Böhner - Elpidius Markötter, † 28. Juni 1942 im KZ Dachau - Lothar Hardick - Bernward Willeke - Wolfgang Rosenbaum, † 30. September 1942 im KZ Auschwitz wegen jüdischer Herkunft - Georg Langemeyer - Jürgen Werinhard Einhorn - Gerfried Werner Hunold - Theofried Baumeister - Josef Schulte |

## Zeitschriften und Reihen
Herausgegeben ab 1949 vom Dietrich-Coelde-Verlag
- Franziskanische Studien (1914–1994; vorher 1906: Jahrbuch, dann bis 1913: Beiträge zur Geschichte der Sächsischen Franziskanerprovinz vom Heiligen Kreuz)
- Antonius-Bote (1906–1939)
- Franziskus-Stimmen (Publikationsorgan des Dritten Ordens, 1917–1939)
- Vita Seraphica, Anregungen und Mitteilungen aus der Sächsischen Franziskanerprovinz vom Heiligen Kreuz (1920–1996, 1997–1998 ohne titel, ab 1998 Wegzeichen; von 1918 bis 1920: Mitteilungen aus der Provinz)
- Franziskanische Forschungen (begründet 1935)
- Bruder Jordans Weg (ab 1954)
- Franziskanische Quellenschriften
- Bücher franziskanischer Geistigkeit
- Wissenschaft und Weisheit. Franziskanische Studien zu Theologie, Philosophie und Geschichte (seit 1994, gemeinsam herausgegeben von der Kölnischen und der Sächsischen Franziskanerprovinz)